# Lima
Pour les articles homonymes, voir Lima (homonymie).
Lima (prononcé [lima]) est la capitale et la plus grande ville du Pérou, ainsi que le chef-lieu de la région de Lima. Au milieu de la façade maritime du Pérou sur l'océan Pacifique, Lima s'étend au débouché des vallées de trois petits fleuves - plutôt des torrents -  : Rímac, Chillón (es) et Lurín (es). Ses habitants s'appellent les Liméniens (Limeños) et Liméniennes (Limeñas).
Avec une agglomération d’environ dix millions d’habitants, Lima est la cinquième plus grande ville d'Amérique latine, derrière Mexico, São Paulo, Buenos Aires et Rio de Janeiro. C'est aussi la troisième  ville du monde la plus peuplée qui soit située dans un désert, après Le Caire et Bagdad.
Lima est fondée le 18 janvier 1535 par le conquistador espagnol Francisco Pizarro. Sous le nom de « la Ciudad de los Reyes » (« la Cité des Rois »), elle devient la capitale et la ville principale de la vice-royauté du Pérou, puis celle de la République, après l’indépendance du pays vis-à-vis de l’Espagne en 1821.
Lima est le cœur commercial, financier, culturel et politique du Pérou, tout en concentrant deux tiers de l’industrie, en relation avec le plus grand aéroport du pays : l'aéroport international Jorge Chávez desservant les principales villes d’Europe, des États-Unis et d'Amérique latine.
Son patrimoine architectural va de l’époque coloniale au XXe siècle et, pour cette raison, le centre-ville a été classé patrimoine mondial de l’UNESCO en 1991. La province de Lima est divisée en 43 districts, dont les plus importants sont : Miraflores, La Molina, San Isidro, Barranco, San Borja (es), Chorrillos, Villa El Salvador, Pachacamac et Los Olivos.
Rafael López Aliaga est l'actuel maire de Lima

## Toponymie
Le toponyme de Lima vient du nom de la vallée où elle s'est développée. Selon plusieurs analyses, l'actuelle région de Lima était nommée Ychma par ses premiers habitants. Au XVe siècle, avant même l’occupation de la vallée par les Incas, il y avait un oracle très célèbre que les visiteurs appelaient souvent Rimaq (prononcé ['limaq] selon la tendance au labdacisme du quechua côtier, ou [rimaq] en quechua de Cuzco). Ce nom est issu de la racine quechua * -rima, tiré du verbe rimay (parler), et du suffixe –q du participe présent, et dont le sens final se traduit en français comme « celui qui parle » ou « parleur ». Il est certain que cette expression métaphorique était attribuée à la divinité et à la vallée où se trouvait l’oracle et qu’elle expliquait concrètement ses pouvoirs divinatoires, du point de vue des autochtones.
Avec la colonisation espagnole, plusieurs sanctuaires incas et indigènes furent détruits, dont celui de l’oracle dit alors « huaca de Santa Ana » qui fut remplacé par l’actuelle église de Santa Ana. Ironiquement, le nom quechua « Limaq » persista dans l’usage local, mais cette fois pour désigner l’ensemble des environs. En même temps, d’autres graphies espagnoles telles que Limac ou Lyma coexistèrent pour nommer la nouvelle « Cité des rois » (Ciudad de los Reyes), appellation rendant hommage aux Rois mages.
Certains auteurs soutiennent que le nom Lima finit par s’imposer définitivement à la suite d'un phénomène normal d’adaptation phonologique chez les colons hispanophones de la vice-royauté du Pérou. Cette hypothèse suggère en outre que les locuteurs avaient tendance à supprimer toutes les consonnes occlusives finales à l’intérieur des toponymes comme Pachacama (Pachacamac) ou Requep (Reque),.

## Géographie

### Site

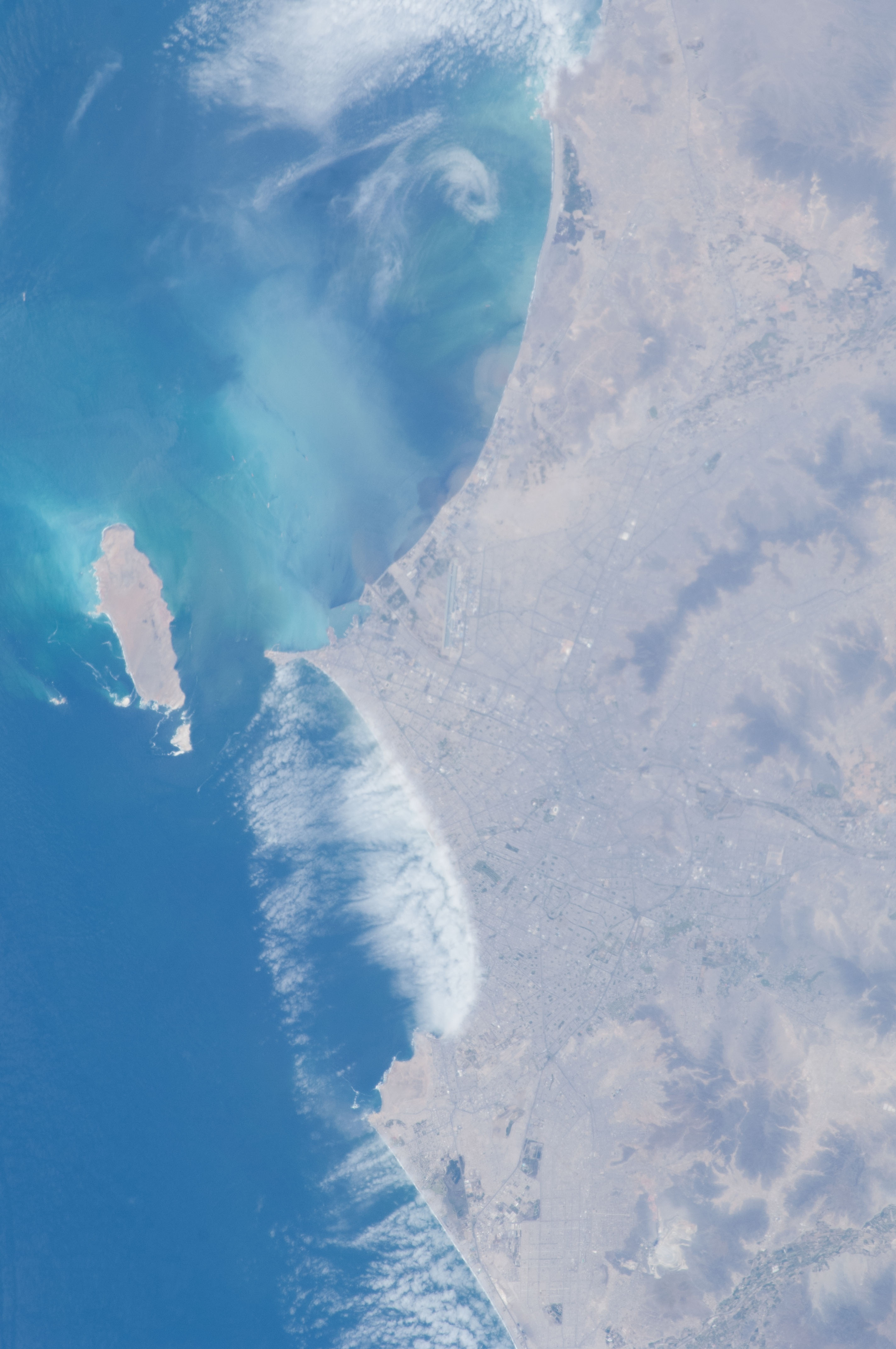
Lima vu de la Station spatiale internationale.

La ville occupe une partie des basses vallées des rivières Chillón, Rímac et Lurín. Avec une superficie de 2 664,67 km2, Lima est considérée comme la ville la plus étendue sur un désert, avant Le Caire. Elle est entourée des montagnes de la cordillère des Andes qui maintiennent au-dessus d'elle l'humidité venant de la mer.

### Urbanisme

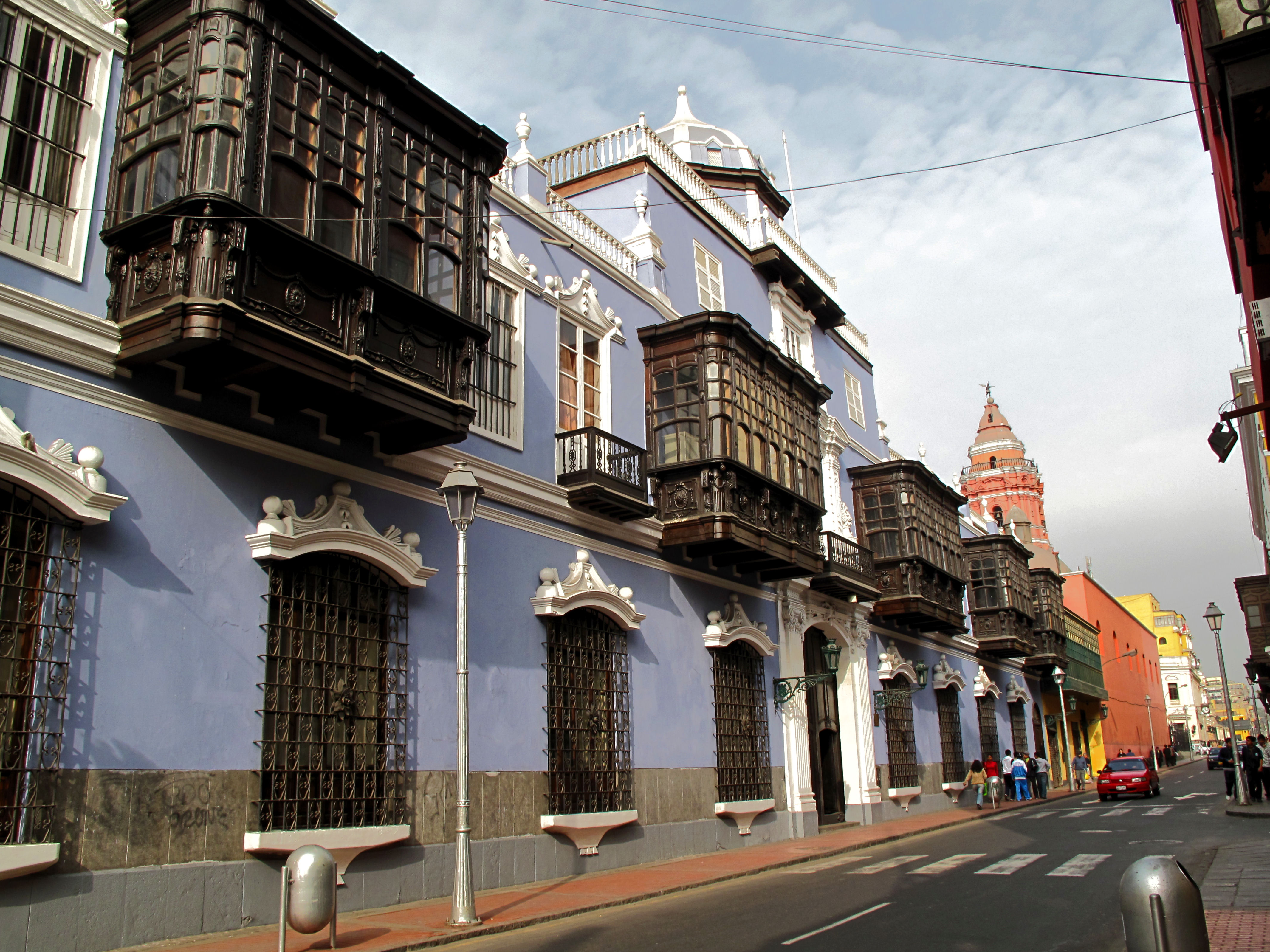
Casa de Osambela achevée en 1805.

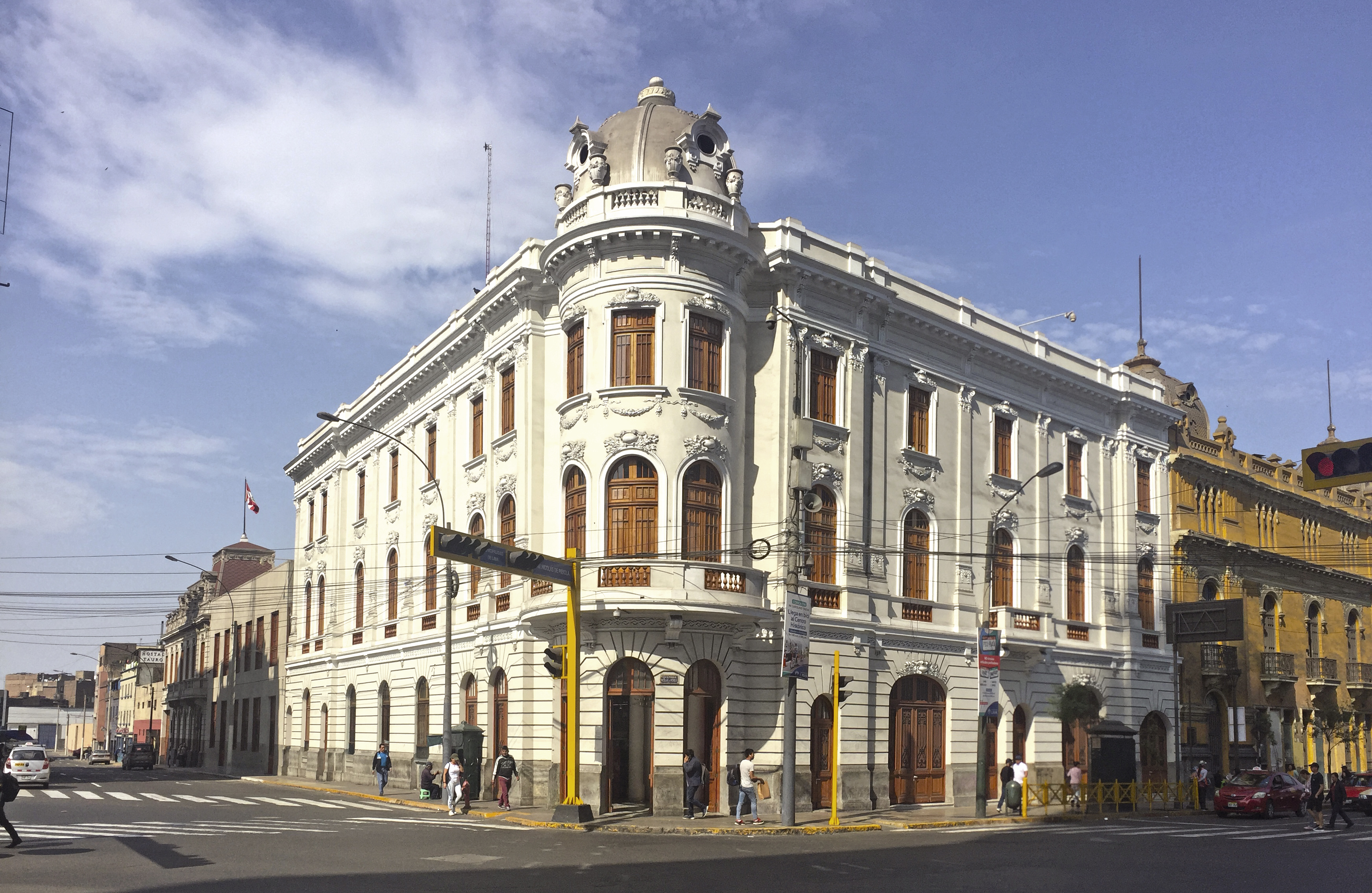
L'Avenida Nicolás de Piérola.

Au XIXe siècle, les murailles d'enceinte de la vieille ville ont été démolies et la population aisée a progressivement quitté le centre historique pour aller vivre de plus en plus au sud, jusqu'à s'installer dans les villes côtières voisines de Miraflores et de Barranco.
À partir des années 1950, l'exode rural et la croissance de la population locale ont constamment repoussé les limites de la ville. En 2003, avec l'arrivée du maire Castañeda Lossio, une nouvelle division officieuse de Lima a été établie. D'un côté, le Lima Moderne comprend les quartiers d'un centre-ville hypertrophié, son centre historique et tous les quartiers situés au sud du Rimac construits jusqu'aux années 1980, comme les quartiers de San Isidro ou Miraflores, ainsi que les zones de quartiers pavillonnaires comme Santiago de Surco ou San Borja. Ensuite, les trois « cônes » de peuplement résultant de l'exode rural, Lima Norte, Lima Sur et Lima Este. Ces dernières années, la croissance économique à l'initiative du gouvernement Toledo a permis une amélioration du niveau de vie dans ces banlieues avec l'implantation de grands centres commerciaux où, 10 ans plus tôt, ne se trouvaient que des bidonvilles. Cependant, au nord, à l'est et au sud de la ville, la ville continue de s'étendre dans la précarité et sans ordre.
La capitale du Pérou est l'une des métropoles les plus polluées d'Amérique latine, en bonne part à cause des types de carburant disponibles dans les stations-service. On compte différents types d'essence : l'essence ayant l'indice d'octane 84, 90, 95 et 97 et le gaz (GPL, GNV).

### Climat
Le climat de Lima est un climat tempéré désertique avec une pluviométrie annuelle, variable selon les quartiers mais en tous cas inférieure à 50 millimètres. La classification de Köppen le classe comme BWn, un climat désertique doux pour cette raison. Cependant, l'humidité relative de l'air y est très élevée, atteignant même 100 % de juin à décembre. La chaleur quant à elle est très modérée pour une ville située au niveau de la mer et à une latitude aussi proche de l'équateur. Les maximales avoisinent les 28 °C en été et les 19 °C en hiver. Les minimales avoisinent les 20 °C en été et les 13 °C en hiver.
Ce climat atypique résulte de l'influence des eaux froides du courant de Humboldt qui longent la côte péruvienne et à la proximité de la cordillère des Andes, générant le phénomène appelé Garúa : le courant de Humboldt refroidit en hiver l'air chaud tropical, générant des nuages à moins de 500 m d'altitude assez denses pour arrêter les radiations solaires. Ainsi Lima n'a que 1 284 heures d'ensoleillement par an : 28,6 heures en juillet et 179,1 heures en janvier ; valeurs exceptionnellement basses à ces latitudes.
La barrière constituée par la cordillère des Andes empêche l'air refroidi par le courant marin et aux nuages de circuler, les cumulonimbus, nuages à croissance verticale, ne pouvant pas se développer en raison de l'absence de mobilité de l'air par convection thermique.
| Mois                              | jan. | fév. | mars | avril | mai  | juin | jui. | août | sep. | oct. | nov. | déc. | année |
| --------------------------------- | ---- | ---- | ---- | ----- | ---- | ---- | ---- | ---- | ---- | ---- | ---- | ---- | ----- |
| Température minimale moyenne (°C) | 19,4 | 19,8 | 19,7 | 17,9  | 16,4 | 15,6 | 15,2 | 14,9 | 14,9 | 15,5 | 17,6 | 18,6 | 17    |
| Température maximale moyenne (°C) | 27,7 | 28,8 | 28,6 | 25,5  | 22   | 20,1 | 19,1 | 18,8 | 19,1 | 21,3 | 23,6 | 25,7 | 22    |
| Précipitations (mm)               | 0,8  | 0,4  | 0,4  | 0,1   | 0,3  | 0,7  | 1    | 1,5  | 0,7  | 0,2  | 0,1  | 0,2  | 6     |
| Humidité relative (%)             | 79   | 79   | 80   | 82    | 84   | 83   | 82   | 83   | 83   | 82   | 80   | 80   |       |

### Pollution
Lima est l'une des villes les plus polluées d’Amérique latine selon l’Organisation mondiale de la santé (OMS). Le niveau de concentration moyen des particules PM 2.5 et PM 10 y sont en 2014 de 38 et 63 microgrammes par m³. Les niveaux maximaux recommandés par l’organisation (10 et 20 microgrammes par m³) sont largement dépassés.
La situation est très inégale. La plus grande partie des districts les plus riches de Lima sont situés sur le bord de mer et sont moins atteints par la pollution. Dans la partie est de la ville, les quartiers plus populaires sont aux portes du désert et subissent un double impact. La pauvreté augmente la contamination avec des véhicules plus anciens et des déchetteries à ciel ouvert et les politiques publiques y sont plus faibles.
La ville souffre aussi d'un très fort déficit en espaces verts, en particulier dans les quartiers pauvres.

## Symboles

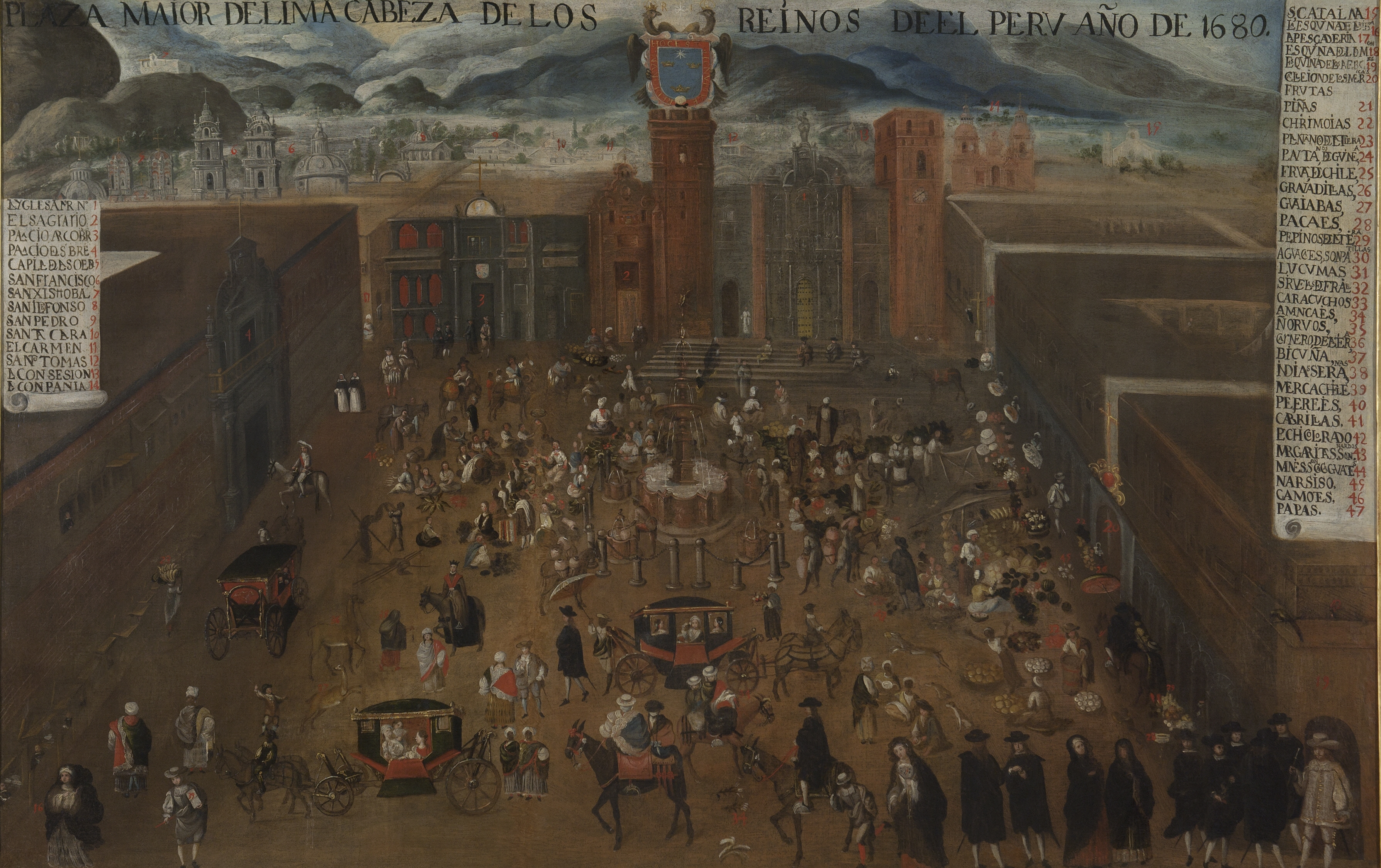
Plaza Mayor de Lima en 1680, Musée de l'Amérique (Madrid). Les armoiries de la ville sont visibles en haut du tableau.

### Drapeau
Pendant la colonie, elle est connue sous le nom de "Étendard royal de la ville des rois de Lima". Elle est formée d'une toile de soie de couleur dorée, au centre de laquelle sont brodées les armoiries de la ville, selon les procès-verbaux du Cabildo, elle a eu lieu le 2 janvier 1549.

### Armoiries

Les armoiries de la Lima coloniale officielles depuis le 7 décembre 1537.

Les armoiries de Lima ont été concédées par la Couronne espagnole le 7 décembre 1537, par une véritable cédule signée à Valladolid par Charles Quint, et sa mère, la reine Jeanne de Castille. Il est formé d'un champ principal d'azur, avec trois couronnes de rois d'or placées dans un triangle et, au-dessus, une étoile d'or qui touche les trois couronnes avec ses pointes, et dans l'orle, des lettres d'or qui disent : "Hoc signum vere regum" : Hoc signum vere regum est (C'est le vrai signe des rois). À l'extérieur de l'écu figurent les initiales I et K (Ioana et Karolus), qui sont les noms de la reine Jeanne et de son fils Charles Quint. Une étoile est placée au-dessus des lettres et deux aigles couronnés et armés de sabres les embrassent, qui portent les armoiries,.

### Hymne
L'hymne de Lima a été entendu pour la première fois le 18 janvier 2008, lors d'une séance solennelle à laquelle ont assisté le président du Pérou de l'époque, Alan García, le maire de la ville, Luis Castañeda Lossio, et diverses autorités. Les responsables de la création de l'hymne étaient les conseillers Luis Enrique Tord (auteur des paroles), Euding Maeshiro (compositeur de la mélodie) et le producteur musical Ricardo Núñez (arrangeur).

## Histoire

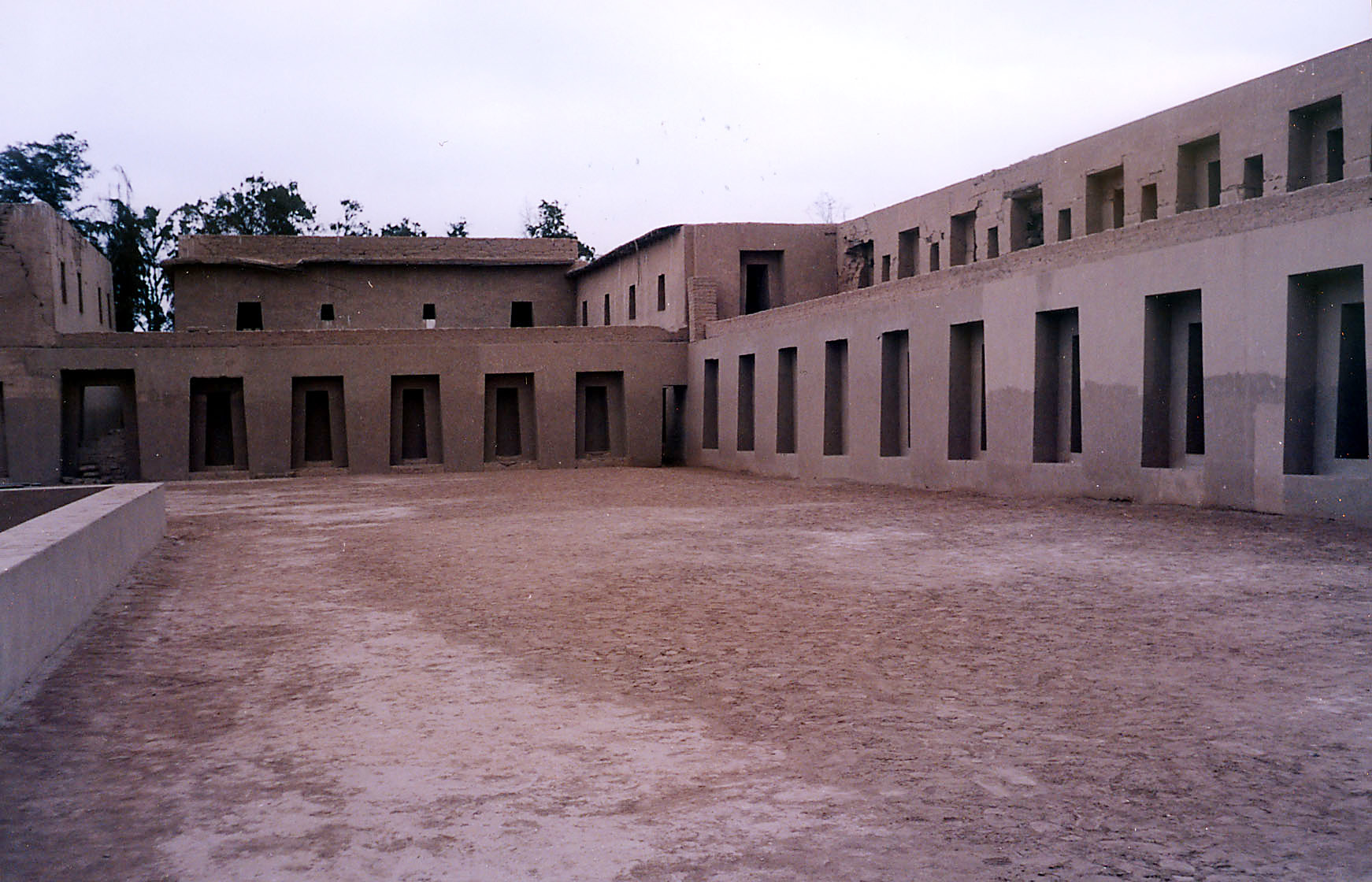
Pachacamac, construit du, fut l'un des plus importants centres de pèlerinage précolombiens de la côte péruvienne. Sur l'image, le temple de la Lune.

### L'ère précolombienne

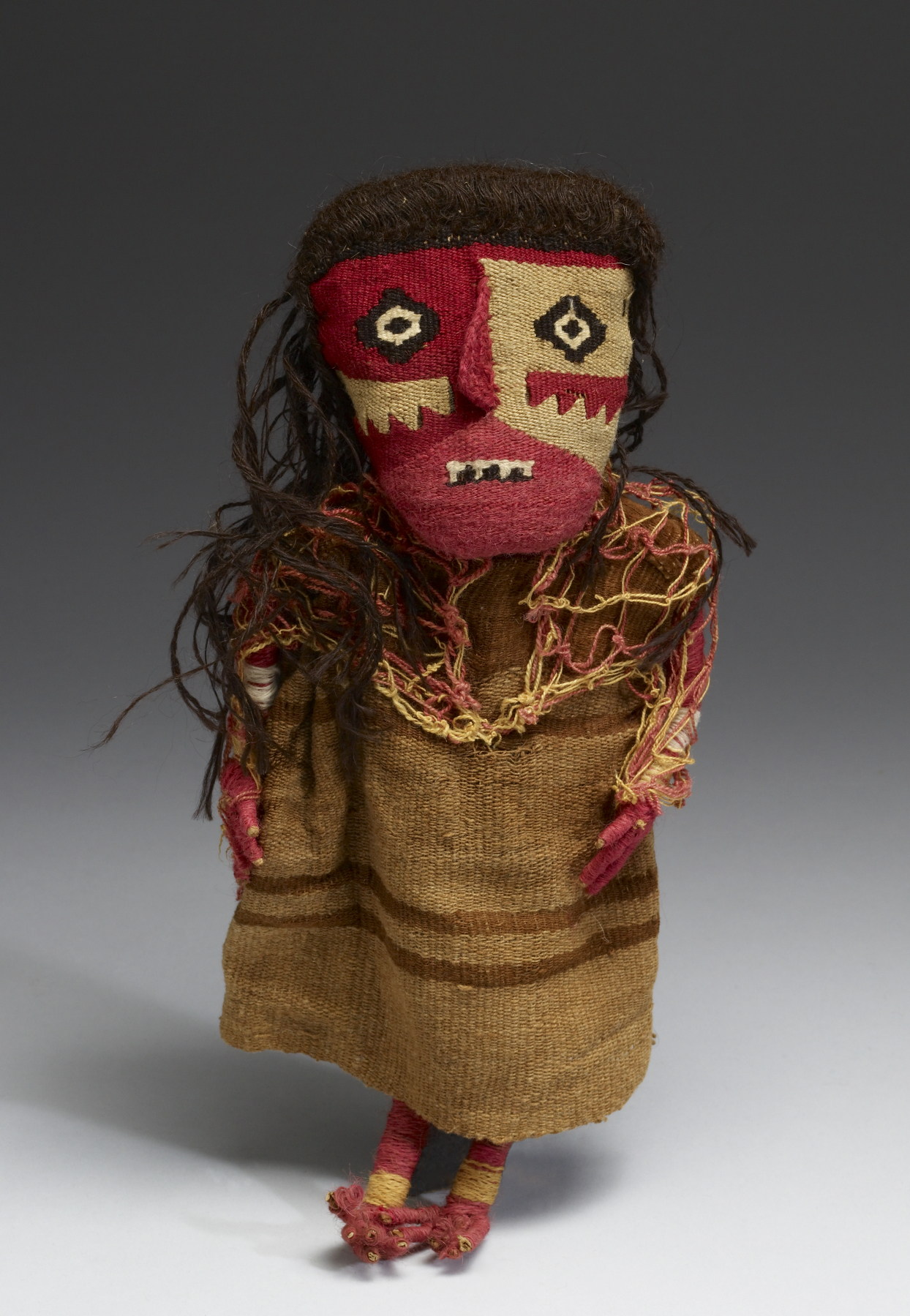
Poupée textile (XIe siècle), culture Chancay, trouvé à Lima, Walters Art Museum. Poupées, de taille réduite, sont fréquemment retrouvées dans les tombes de l'ancien Pérou.

Bien que l'histoire de la ville de Lima commence avec sa fondation par les Espagnols en 1535, le territoire formé par les vallées des rivières Rímac, Chillón et Lurín était occupé par des colonies pré-incas, regroupées sous la seigneurie d'Ichma. Ce sont la culture Lima qui ont établi et forgé une identité dans ces territoires, et se reflète dans le complexe archéologique de Maranga, à Lima, l'un des plus importants de la vallée du Rimac. C'est à cette époque que furent construits les sanctuaires de Lati (l'actuel Puruchuco) et de Pachacámac, le principal sanctuaire de pèlerinage à l'époque des Incas, il a été construit du IIIe siècle au XVe siècle par plusieurs civilisations et a été utilisé jusqu'à l'arrivée des conquistadors espagnols, Pachacamac est le plus grand temple du dieu créateur Pachacamac,.
Ces cultures ont été conquises par l'empire Huari à l'apogée de son expansion impériale. C'est à cette époque que fut construit le centre cérémoniel de Cajamarquilla,. Au fur et à mesure que l'importance des Huari diminuait, les cultures locales reprenaient de l'autonomie, notamment la culture Chancay. Plus tard, au XVe siècle, ces territoires ont été incorporés à l'empire inca, qui a transformé le site de pèlerinage de Pachacamac en un site impérial de premier plan.
Depuis cette époque, on trouve une grande variété de huacas dans toute la ville, dont certaines font l'objet d'une enquête. Les plus importants ou les plus connus sont ceux de Huallamarca, Huaca Pucllana, Cerro Trinidad, Cerro Culebra dans le Chillón, Catalina Huanca et Mateo Salado, tous situés au milieu des quartiers de Lima, ils sont donc entourés d'immeubles commerciaux et résidentiels, ces sites ont souffert des pillages et de la croissance urbaine, mais ceux qui subsistent sont toujours impressionnants.

### Fondation de Lima

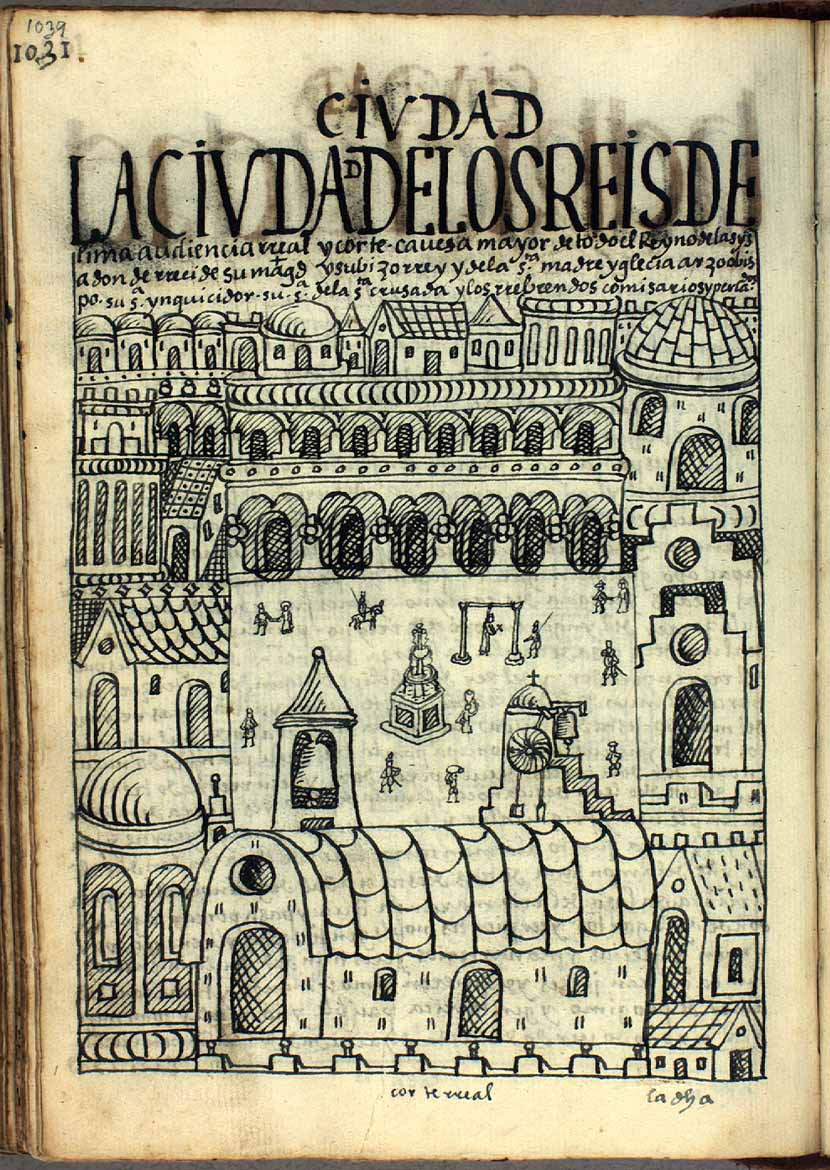
"La ville des rois de Lima" en 1615 par Guamán Poma de Ayala. Bibliothèque royale (Danemark).

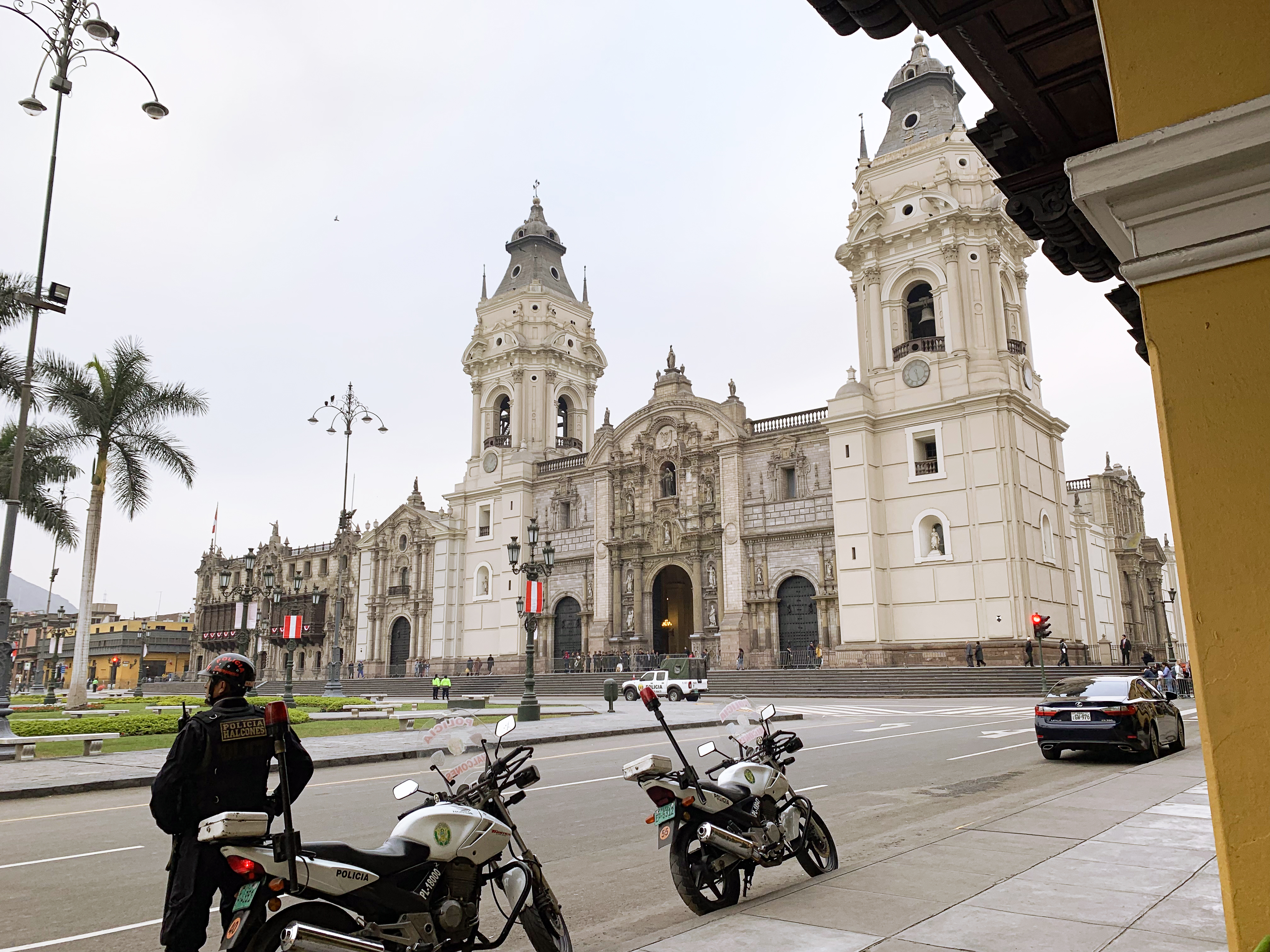
La cathédrale Saint-Jean, construite entre 1602 et 1797.

En 1532, les Espagnols et leurs alliés indigènes (issus des ethnies soumises par les Incas) sous le commandement de Francisco Pizarro firent prisonnier le monarque Atahualpa dans la ville de Cajamarca. Bien qu'une rançon ait été versée, il a été condamné à mort pour des raisons politiques et stratégiques. Après quelques batailles, les Espagnols conquièrent leur empire. La Couronne espagnole nomme Francisco Pizarro gouverneur des terres conquises. Pizarro décide de fonder la capitale dans la vallée de la rivière Rímac, après l'échec de la tentative de l'établir à Jauja.
Il considérait que Lima était stratégiquement située, à proximité d'une côte favorable à la construction d'un port, mais prudemment éloignée de celle-ci afin d'éviter les attaques de pirates et de puissances étrangères, sur des terres fertiles et avec un climat frais approprié. C'est ainsi que Lima fut fondée le 6 janvier 1535 sous le nom de "Ville des Rois", ainsi nommée en l'honneur de l'épiphanie,, sur des territoires qui avaient appartenu au kuraka Taulichusco. L'explication de ce nom est due au fait que "à peu près à la même époque de janvier, les Espagnols cherchaient l'endroit où poser les fondations de la nouvelle ville, [...] non loin du sanctuaire de Pachacámac, près de la rivière Rímac.
Cependant, à l'instar de la région, d'abord appelée Nouvelle-Castille puis Pérou, la ville s'appelait Ciudad de los Reyes de Lima (Ville des Rois de Lima). Avec le temps a persisté son nom original qui provient de la langue quechua (rimaq ['li.maq'], bavard) par sa rivière, le Rímac.. Pizarro, avec la collaboration de Nicolás de Ribera, Diego de Agüero et Francisco Quintero, traça personnellement la Plaza Mayor et le reste du réseau urbain, construisant le Palais de la Vice-róllate (aujourd'hui transformé en palais du gouvernement du Pérou, qui conserve donc le nom traditionnel de Casa de Pizarro) et la cathédrale, dont Pizarro posa la première pierre de ses propres mains. En août 1536, la ville florissante est assiégée par les troupes du monarque Manco Inca Yupanqui et par Quizu, mais après six jours de siège les Espagnols et leurs alliés indigènes parviennent à les vaincre.
Dans les années qui suivent, Lima gagne en prestige en étant désignée capitale de la vice-royauté du Pérou en 1543, et siège d'une Audience royale en 1542,. L'emplacement de la ville côtière étant conditionné par la facilité des communications avec l'Espagne, un lien étroit s'établit rapidement avec le port de Callao. Elle devient la principale place forte du pouvoir hispanique au Pérou.

### L'époque de la vice-royauté

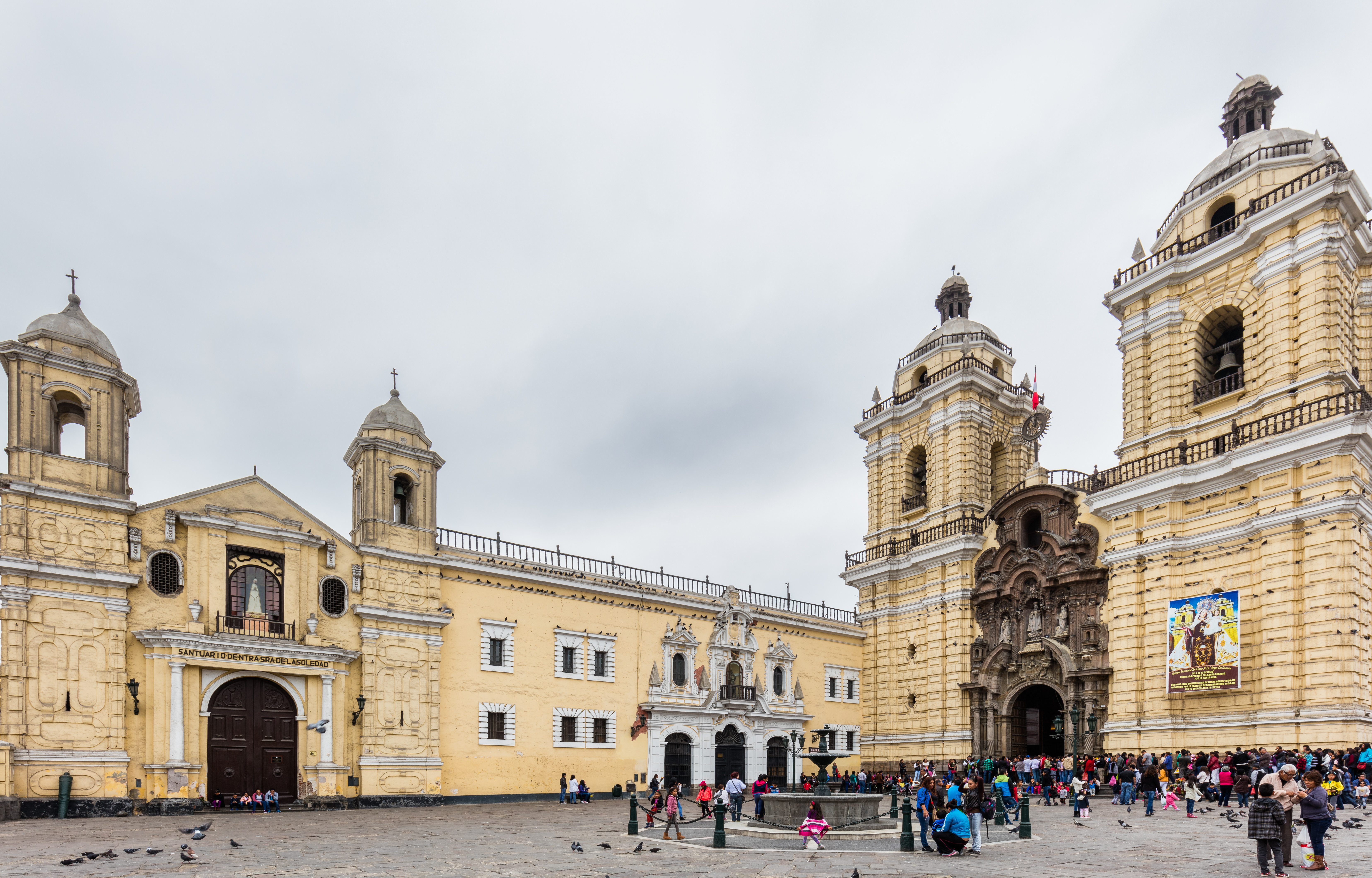
Basilique et monastère Saint-François-d'Assise construits entre 1657 et 1672.

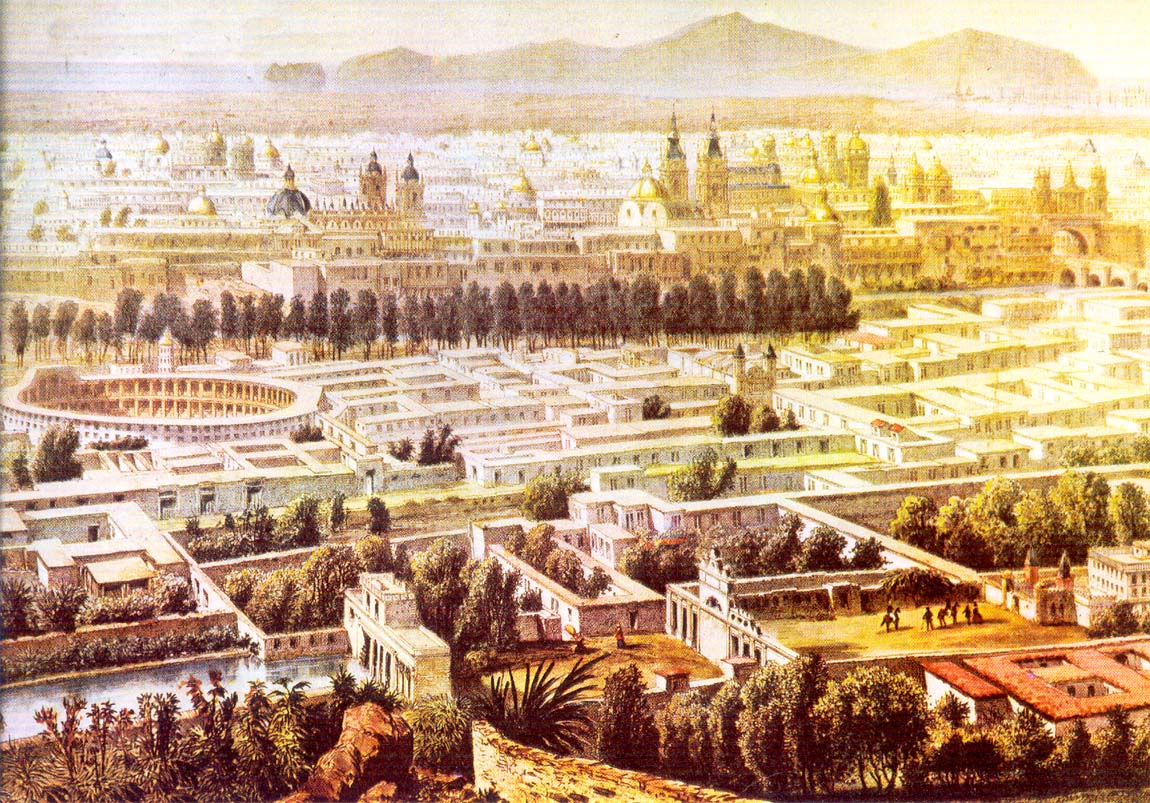
Lima vue du quartier de Rímac, peinture de 1850 de Batta Molinelli.

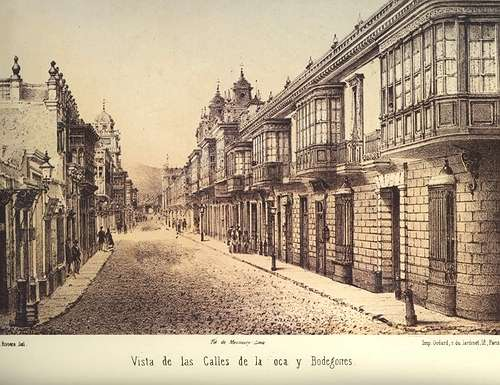
Rue coloniale La Oca et Bodegones (Lima) en 1866 par Manuel A. Fuentes et Firmin Didot Brothers. Bibliothèque de l'Université de Chicago.

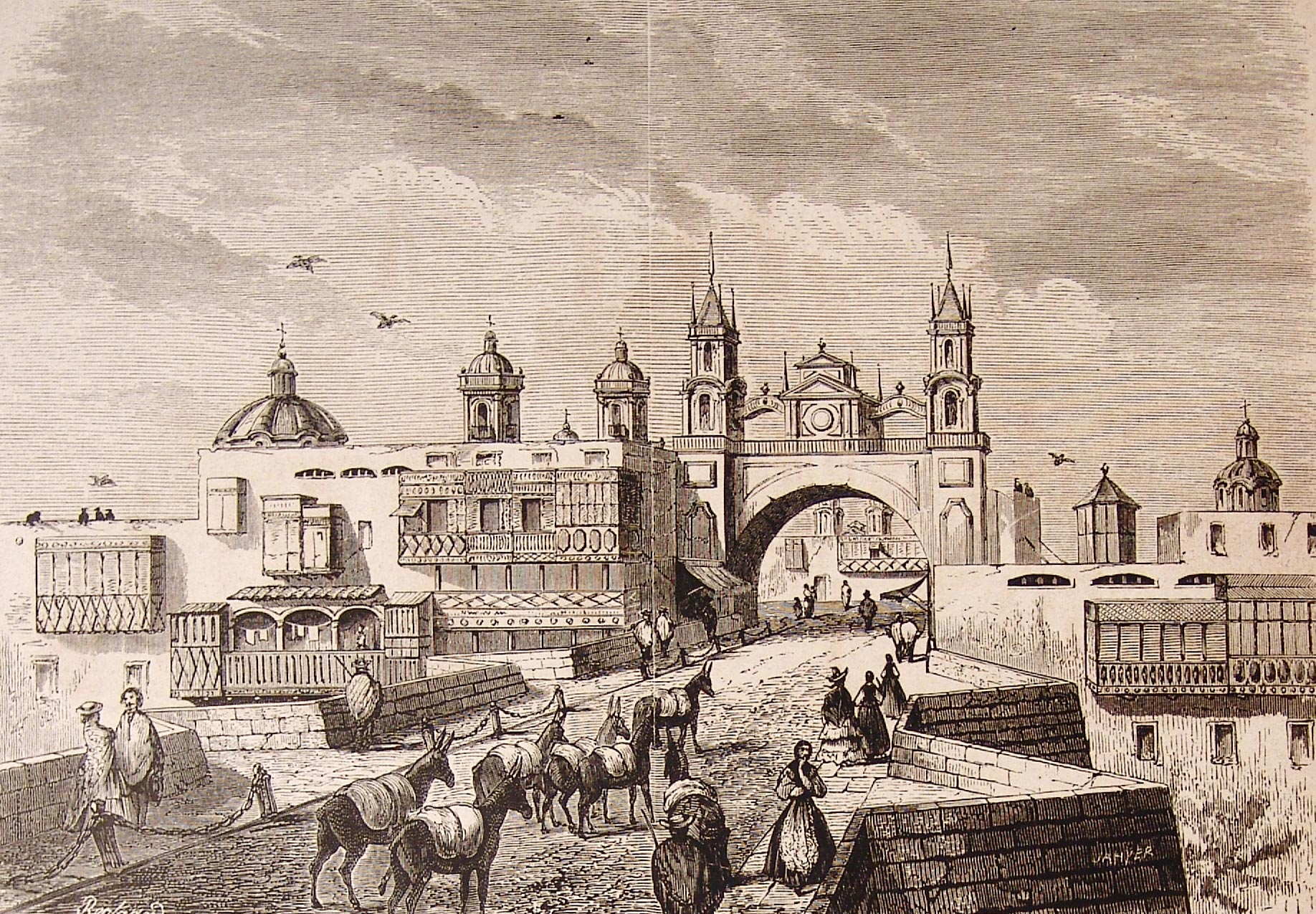
Pont de pierre, l'ancienne porte Arco del Puente et les murailles de Lima en 1878 par El Viajero Ilustrado. Ancien fonds de l'université de Séville.

Au cours du siècle suivant, elle a prospéré en tant que centre d'un vaste réseau commercial qui intégrait la vice-royauté aux Amériques, à l'Europe et à l'Asie de l'Est. Mais la ville n'est pas sans danger: de violents tremblements de terre en détruisent une grande partie entre 1586 et 1687, entraînant une forte activité de construction. C'est alors qu'apparaissent aqueducs, étourneaux et murs de soutènement avant la crue des rivières, que le pont sur le Rímac est achevé, que la cathédrale est construite, et que de nombreux hôpitaux, couvents, monastères et fontaines sont édifiés. On constate alors que la ville s'articule autour de ses quartiers. Une autre menace était la présence de pirates et de corsaires dans l'océan Pacifique, ce qui a motivé la construction des murailles de Lima entre 1684 et 1687,, c'était dix portes.
Le tremblement de terre de 1687 a marqué un tournant dans l'histoire de Lima, puisqu'il a coïncidé avec une récession du commerce due à la concurrence économique avec d'autres villes comme Buenos Aires. Avec la création de la vice-royauté de Nouvelle-Grenade en 1717, les démarcations politiques ont été réorganisées, et Lima n'a perdu que certains territoires qui jouissaient déjà d'une autonomie. En 1746, un violent tremblement de terre a gravement endommagé la ville et détruit le Callao, obligeant le vice-roi José Antonio Manso de Velasco à un effort de reconstruction massif.
Dans la seconde moitié du XVIIIe siècle, les idées des Lumières sur la santé publique et le contrôle social ont influencé le développement de la ville. Au cours de cette période, la capitale péruvienne est touchée par les réformes des Bourbons et perd le monopole du commerce extérieur et le contrôle de l'importante région minière du Haut-Pérou (l'actuelle Bolivie), les revenus de l'argent de cette région sont transférés de Lima à Buenos Aires. Cet affaiblissement économique a conduit l'élite de la ville à dépendre des positions accordées par le gouvernement vice-royal et l'Église, ce qui a contribué à la maintenir plus liée à la Couronne qu'à la cause de l'indépendance.
Le plus grand impact politico-économique que la ville a connu à cette époque s'est produit avec la création de la vice-royauté du Río de la Plata en 1776, qui a changé le cours et les orientations imposés par le nouveau trafic mercantile. Parmi les bâtiments construits à cette époque, on peut citer le Coliseo de Gallos, les arènes d'Acho et le Cimetière général. Les deux premiers ont été construits pour réglementer ces activités populaires, en les centralisant en un seul lieu, tandis que le cimetière a mis fin à la pratique d'enterrer les morts dans les églises, considérée comme malsaine par les autorités publiques.

### Indépendance
Une expédition combinée d'indépendantistes argentins et chiliens, dirigée par le général Don José de San Martín, a débarqué dans le sud de Lima en 1820, mais n'a pas attaqué la ville. Confronté à un blocus naval et à une guérilla sur le continent, le vice-roi José de la Serna est contraint d'évacuer la ville en juillet 1821 pour sauver l'armée royaliste. Craignant un soulèvement populaire et n'ayant pas les moyens d'imposer l'ordre, le conseil municipal invite San Martín à entrer dans la ville et signe à sa demande une déclaration d'indépendance.
Proclamée indépendance du Pérou en 1821 par le général San Martín, Lima devient la capitale de la nouvelle République du Pérou. C'est donc le siège du gouvernement du libérateur et aussi le siège du premier Congrès Constituant que le pays ait connu. La guerre dura encore deux ans, au cours desquels la ville changea plusieurs fois de mains et subit des exactions de la part des deux camps. Lorsque la guerre se termine, le 9 décembre 1824, à la bataille d'Ayacucho, Lima s'est considérablement appauvrie.

### Période républicaine

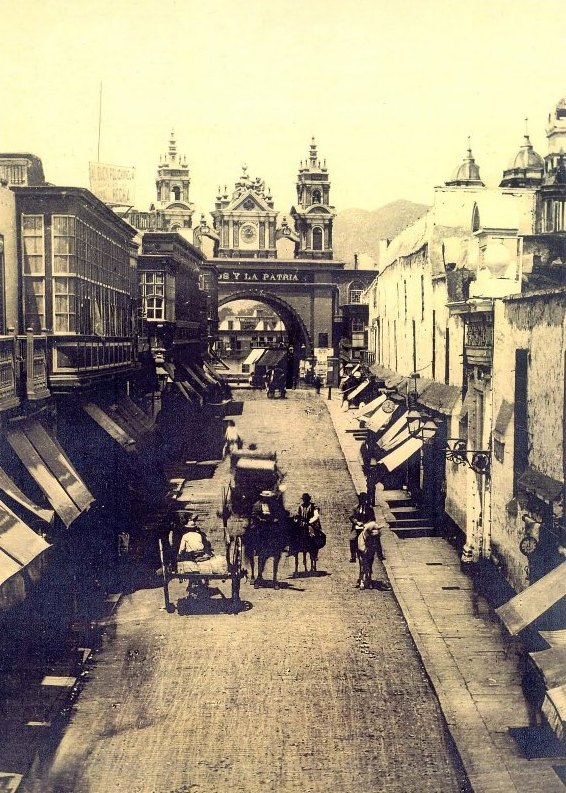
Il s'agissait d'une porte de la muraille coloniale de Lima, l'Arco del Puente, dont les structures, en partie en bois, ont été détruites par un incendie provoqué par des vendeurs ambulants en 1879. La muraille coloniale de Lima comportait dix portes,, aujourd'hui démoli.

Après la guerre d'indépendance, Lima est devenue la capitale de la République du Pérou, mais la stagnation économique et le désordre politique du pays ont paralysé son développement urbain. Cette situation s'est inversée dans les années 1850, lorsque l'augmentation des revenus publics et privés provenant de l'exportation du guano a permis une expansion rapide de la ville. Au cours des vingt années suivantes, l'État a financé la construction de grands bâtiments publics pour remplacer les anciens établissements vice-royaux, parmi lesquels le marché central, l'abattoir général, l'asile psychiatrique, le pénitencier et l'hôpital Dos de Mayo. Les communications ont également été améliorées : en 1850, une ligne de chemin de fer entre Lima et Callao a été achevée et, en 1870, un pont en fer a été inauguré sur le fleuve Rímac, baptisé Puente Balta. En 1872, les murailles de la ville ont été démolies par l'ingénieur américain Henry Meiggs sous contrat avec le gouvernement péruvien en prévision d'une nouvelle croissance urbaine. Cependant, cette période d'expansion économique a creusé le fossé entre les riches et les pauvres, provoquant des troubles sociaux généralisés.
Pendant la guerre du Pacifique (1879-1883), l'armée chilienne a occupé Lima après avoir battu les troupes et les réserves péruviennes lors des batailles de San Juan et de Miraflores. La ville a souffert des envahisseurs, qui ont pillé les musées, les bibliothèques publiques et les établissements d'enseignement. Dans le même temps, des foules en colère ont attaqué les citoyens riches et la colonie asiatique, pillant leurs propriétés et leurs entreprises.

### Vingtième siècle
Au début du XXe siècle, la construction des avenues qui allaient servir de matrice au développement de la ville a commencé : les avenues Paseo de la República, Leguía (aujourd'hui appelée Arequipa), Brasil et l'aménagement paysager Salaverry qui se dirigeaient vers le sud et le Venezuela et les avenues Coloniales à l'ouest qui rejoignaient le port de Callao.
Dans les années 1930, les grandes constructions ont commencé avec le remodelage du Palais du gouvernement du Pérou et du Palais municipal. Ces constructions ont atteint leur apogée dans les années 1950, sous le gouvernement de Manuel A. Odría, lorsque les grands bâtiments du ministère de l'économie et du ministère de l'éducation ont été construits (bâtiment Javier Alzamora Valdez, actuellement le siège de la Cour supérieure de justice de Lima), le ministère de la santé, le ministère du travail et les hôpitaux de l'assurance des travailleurs et des employés, ainsi que le stade national et plusieurs grandes unités d'habitation,.
C'est au cours de ces années qu'est apparu un phénomène qui a changé la configuration de la ville: l'immigration massive d'habitants de l'intérieur du pays, qui a entraîné une croissance exponentielle de la population de la capitale et l'expansion urbaine qui en a résulté. Les nouvelles populations s'installaient sur des terres proches du centre qui étaient utilisées comme zones agricoles. Les quartiers actuels de Lince, La Victoria au sud, Breña et Pueblo Libre à l'ouest, El Agustino, Ate et San Juan de Lurigancho à l'est et San Martín de Porres et Comas au nord sont peuplés.
Un point emblématique de cette expansion est la création en 1973 de la communauté autogérée de Villa El Salvador, située à 30 km au sud du centre-ville et actuellement intégrée à la zone métropolitaine. Dans les années 1980, la violence terroriste a ajouté à la croissance désordonnée de la ville l'augmentation du nombre de colons arrivés en tant que personnes déplacées à l'intérieur de leur propre pays. Dans les années 1940, Lima a entamé une période de croissance rapide stimulée par les migrations en provenance de la région andine, les ruraux cherchant des opportunités de travail et d'éducation. La population, estimée à 600 000 habitants en 1940, atteint 1,9 million en 1960 et 4,8 millions en 1980 Au début de cette période, la zone urbaine est confinée à un triangle délimité par le centre historique de la ville, Callao et Chorrillos; au cours des décennies suivantes, les établissements s'étendent au nord, au-delà de la rivière Rímac, à l'est, le long de l'autoroute centrale, et au sud. Les nouveaux migrants, d'abord confinés dans les bidonvilles du centre de Lima, ont mené cette expansion par des invasions de terres à grande échelle, qui se sont transformées en bidonvilles, connus sous le nom de Pueblos jóvenes.
Dans les années 1980, le conflit armé qui sévit dans les campagnes conduit une partie de la population rurale (entre 600 000 et 1 million de personnes) à se réfugier à Lima. Les nouveaux arrivants, souvent très pauvres, construisent à la hâte des baraquements. Certains résidents de ces quartiers ont acquis un titre de propriété mais la planification urbaine reste largement inexistante. Les quartiers riches érigent des murs montant jusqu’à 3 mètres de haut avec des barbelés au sommet pour s'isoler des quartiers pauvres. Ces murs font aujourd'hui l'objet de controverses entre tenants d’un discours sécuritaire et pourfendeurs des discriminations, d'autant que beaucoup d'habitants des quartiers pauvres franchissent le mur chaque jour pour travailler dans le quartier voisin, en tant que jardiniers ou employés de maison.

## Démographie
Depuis 1614, l'évolution démographique de Lima (non compris la ville du Callao, qui en est limitrophe) a été :
| 1614   | 1791   | 1812   | 1820   | 1827   | 1839   | 1850   |
| ------ | ------ | ------ | ------ | ------ | ------ | ------ |
| 26 400 | 56 600 | 63 900 | 64 000 | 60 000 | 55 100 | 80 000 |

| 1861    | 1877    | 1890    | 1896    | 1900    | 1908    | 1920    |
| ------- | ------- | ------- | ------- | ------- | ------- | ------- |
| 100 000 | 101 500 | 103 900 | 113 000 | 103 900 | 140 900 | 176 500 |

| 1925    | 1927    | 1931    | 1940    | 1945    | 1951    | 1953    |
| ------- | ------- | ------- | ------- | ------- | ------- | ------- |
| 260 000 | 200 000 | 373 900 | 533 600 | 657 800 | 835 000 | 964 000 |

| 1961      | 1969      | 1972      | 1981      | 1993      | 1997      | 2000      |
| --------- | --------- | --------- | --------- | --------- | --------- | --------- |
| 1 262 100 | 2 541 300 | 2 821 607 | 3 969 917 | 5 358 077 | 5 930 318 | 6 271 430 |

| 2005      | 2007      | 2017      | - | - | - | - |
| --------- | --------- | --------- | - | - | - | - |
| 6 445 974 | 6 960 943 | 8 574 974 | - | - | - | - |

Donner ces nombres à l'unité près a peu de sens, car ils ne sont connus qu'avec une grosse approximation.
| Histogramme de l'évolution démographique de Lima |
|                                                  |

## Économie

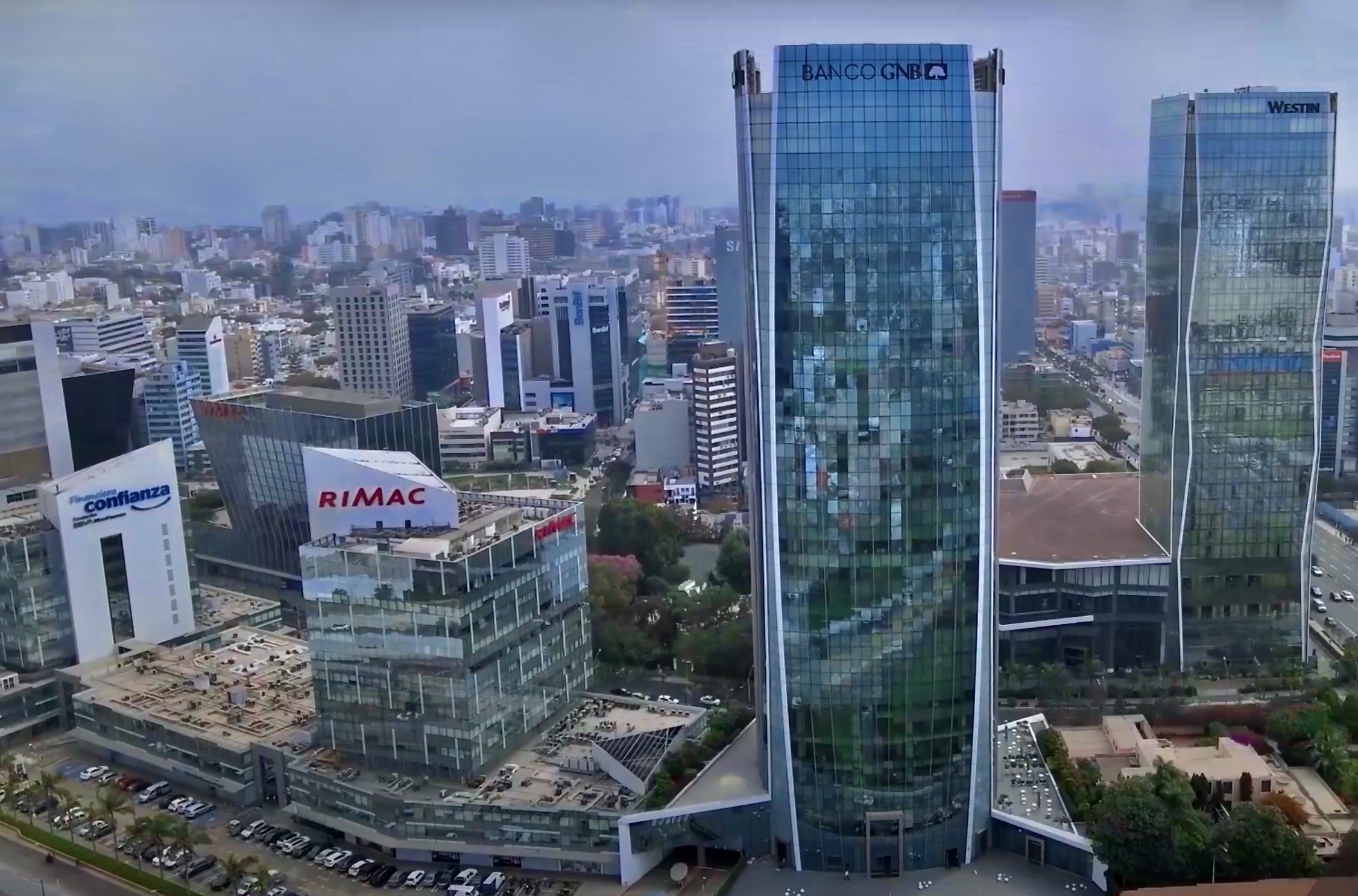
Centre financier de San Isidro.

Lima est le centre économique du pays, avec plus de 7 000 magasins, et abrite plus de 70 % de l'industrie du Pérou. Des industries de montage de véhicules motorisés, de textile, de papier, de peinture et agroalimentaires sont implantées à Lima. Le quartier populaire de La Victoria abrite le centre commercial textile le plus grand d'Amérique latine, Gamarra, qui est le cœur de l'économie textile à l'échelle nationale. La ville est le siège de nombreuses entreprises minières et de l'industrie de la pêche, le Pérou étant le premier producteur mondial de farine de poissons et le deuxième pour le volume des prises.
La cité est souvent le lieu d'implantation des multinationales à l'échelle des pays andins. Le centre financier se trouve à San Isidro, surtout autour de la voie express qui traverse le quartier. Le centre d'accueil touristique et de la vie nocturne se trouve à Miraflores, plus au sud. Ces dernières années, avec la stabilité économique, le tourisme d'affaires s'est beaucoup développé à Lima, et la ville fut le siège du congrès de l'APEC en 2008 et 2016.
Environ 1,7 million d'habitants ne sont pas reliés au système de distribution d'eau potable et sont contraints d’acheter l’eau de camions-citernes, même si elle n’est pas toujours potable. Le problème de l'accès à l'eau continue à empirer du fait de la sécheresse, de la pollution, d'infrastructures défaillantes, de la surexploitation par les grandes compagnies et de l’agriculture intensive. La distribution de l'eau est liée aux inégalités sociales : dans les quartiers les plus aisés, la consommation d'eau par habitant est de 350 litres par jour, contre 20 à 70 litres par jour dans les quartiers pauvres.

### Tourisme
En tant que principal point d'entrée dans le pays, Lima a développé une importante industrie touristique, parmi laquelle se distinguent son centre historique, ses centres archéologiques, sa vie nocturne, ses musées, ses galeries d'art, ses festivités et ses traditions populaires. Selon le Global Destination Cities Index de Mastercard, en 2014, Lima était la ville la plus visitée d'Amérique latine et était la 20e ville au niveau mondial, avec 5,11 millions de visiteurs. En 2019, Lima est la première destination d'Amérique du Sud, avec 2,63 millions de visiteurs internationaux en 2018 et une prévision de croissance de 10,00 % pour 2019.

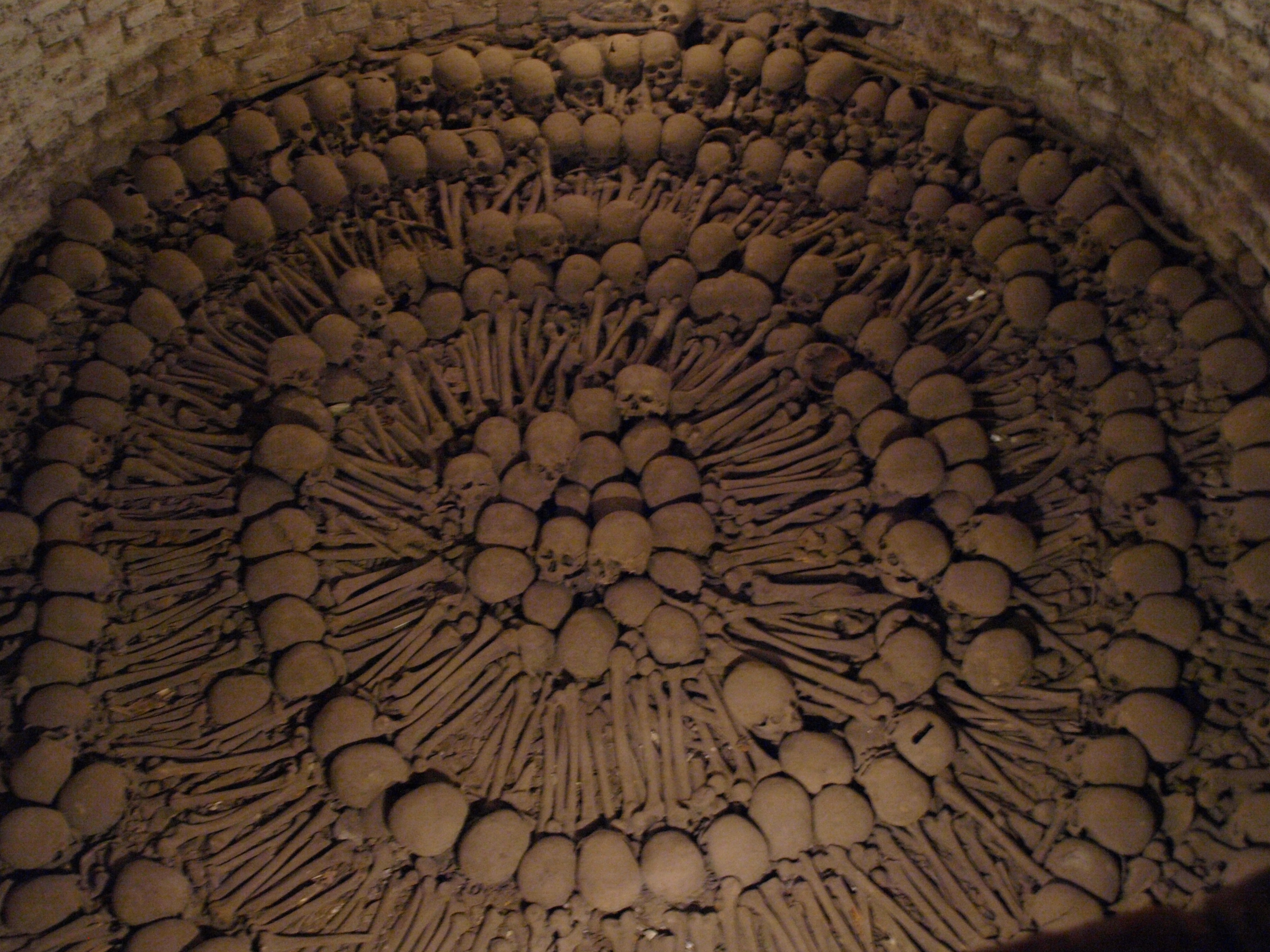
Les catacombes de la basilique Saint-François-d'Assise ont été le vieux cimetière de la ville pendant toute l'époque coloniale, jusqu'en 1810. Elles contiennent les ossements de quelque 70000 personnes de l'époque coloniale.

Le centre historique de Lima, qui comprend une partie des districts de Lima et de Rímac, a été déclaré site du patrimoine mondial par l'UNESCO en 1988 en raison de l'importance que la ville a eue pendant la vice-royauté du Pérou, laissant comme témoignage un grand nombre d'héritages, notamment la Basilique et monastère Saint-François-d'Assise, la Plaza Mayor, la cathédrale Saint-Jean, la basilique Saint-Domingue, le palais Torre-Tagle, parmi d'autres. La visite des églises de la ville est très populaire parmi les touristes. Une courte promenade dans le centre-ville permet d'en trouver de nombreuses, dont plusieurs datent des XVIe et XVIIe siècles.
Parmi eux, on distingue la cathédrale Saint-Jean et la basilique Saint-François-d'Assise, dont on dit qu'elles sont reliées par les passages souterrains de leurs catacombes. Il faut aussi mentionner le monastère de Las Nazarenas, lieu de pèlerinage au Seigneur des Miracles, dont les festivités du mois d'octobre constituent la manifestation religieuse la plus importante de Lima et de tous les Péruviens. Certains tronçons des murailles coloniales de Lima sont encore visibles : c'est le cas du bastion Santa Lucía, vestige de l'ancienne fortification espagnole construite par le vice-roi Melchor de Navarra y Rocafull autour du centre-ville, dont l'emplacement jouxte la limite du quartier Barrios Altos (es) et du district El Agustino (es).
Autres églises remarquables : la basilique Sainte Marie Auxiliatrice, la basilique Saint-François d'Assise, l'église Saint-Philippe Apôtre, l'église du Couvent Saint-Augustin, l'église du Couvent des Frères Déchaussés, l'église du Monastère de Jésus, Marie et Joseph, l'église du Monastère Sainte-Claire, l'église Sainte-Rose-de-Lima, la chapelle de la Maison de retraite Belén.

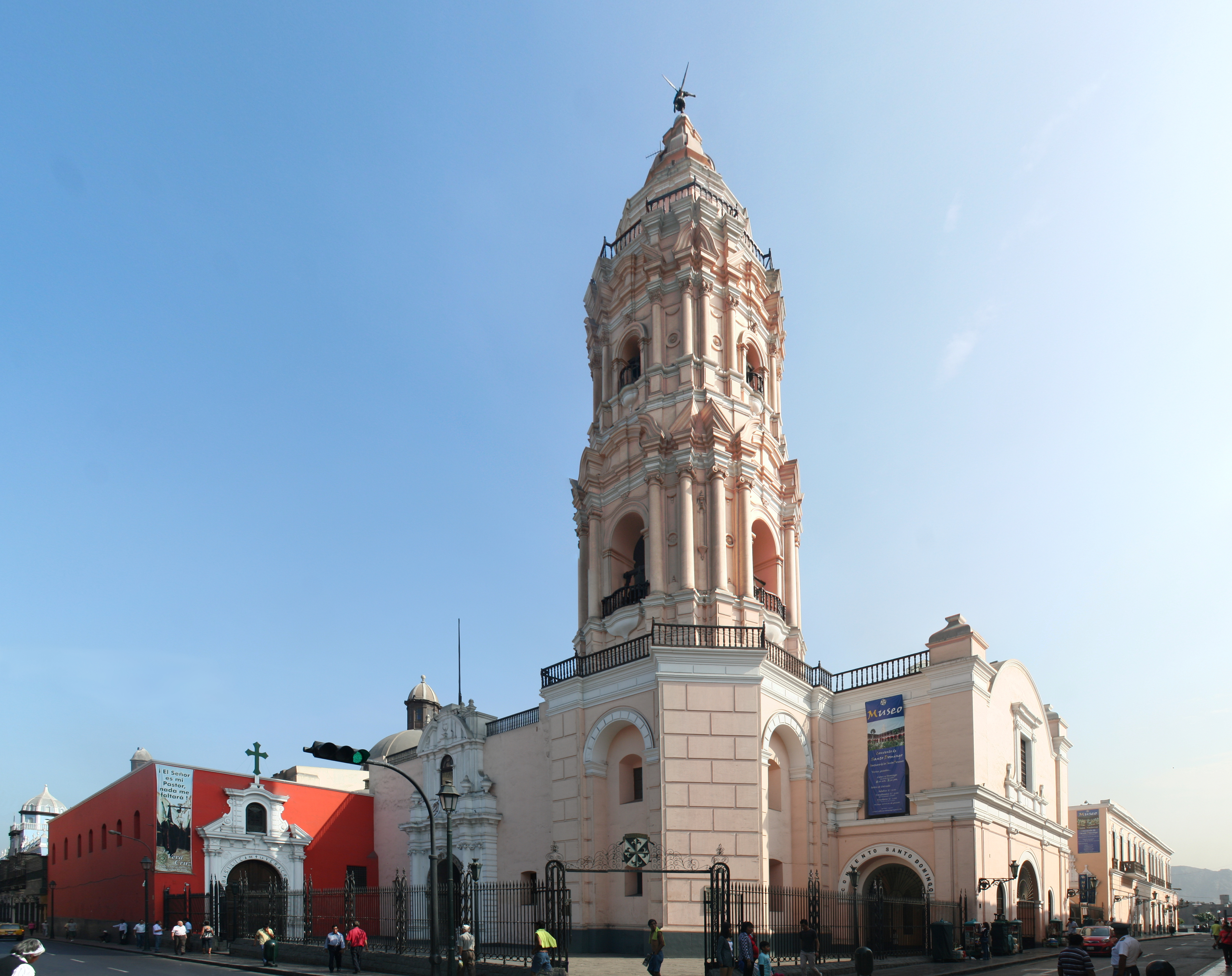
La basilique Saint-Dominique, construite entre 1678 et 1766. Elle abrite les tombes des saints Rose de Lima, Martín de Porres et Jean Macias.

Lima dispose de vastes embarcadères touristiques qui, ces dernières années, sont devenus une grande attraction. En particulier, il y a dans les quartiers de Miraflores et de Barranco un grand développement de plusieurs lieux de tourisme et de divertissement.
Jusqu'aux années 1970, l'offre hôtelière se caractérisait par la présence des meilleurs hôtels de la ville dans le centre de Lima. Cependant, depuis le début des années 1990, ces établissements se sont positionnés dans d'autres zones telles que le centre-sud de la capitale, à Miraflores, Barranco, Santiago de Surco, Surquillo et San Borja, ainsi que dans le quartier de San Isidro, où se trouve le plus grand bâtiment hôtelier du Pérou, le Westin Libertador, qui compte 30 étages. Elle abrite les tombes des saints Rose de Lima, Martín de Porres et Jean Macias
Une partie des murailles correspondant à la zone arrière de la basilique de San Francisco, tout près du palais du gouvernement, a été récupérée, dans laquelle un parc a été aménagé (appelé Parque de la Muralla) et dont on peut voir des vestiges. À une demi-heure du centre historique, dans le quartier de Miraflores, on peut visiter le centre touristique et de loisirs Larcomar, situé sur les falaises qui font face à la mer.

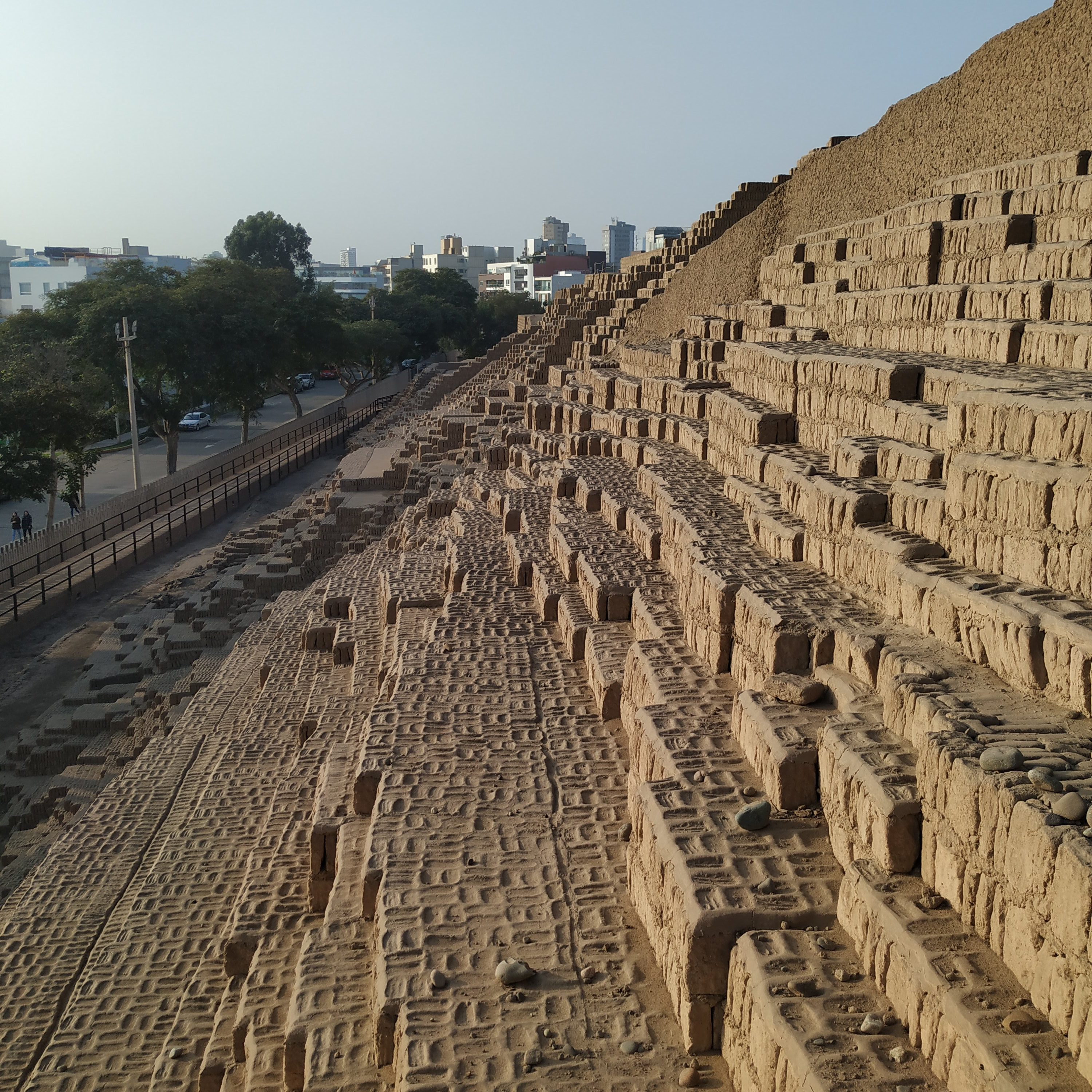
Huaca Pucllana, site archéologique de la culture Lima, vers 500-700 CE.

La ville possède deux parcs zoologiques traditionnels: le principal et le plus ancien est le Parque de las Leyendas, situé dans le quartier de San Miguel, et l'autre est le zoo de Huachipa, situé à l'est de la ville dans le quartier de Lurigancho-Chosica. D'autre part, l'offre de cinémas est vaste et compte de nombreuses salles ultramodernes (4D) qui programment des films internationaux en avant-première.
Des plages exclusives sont fréquentées pendant les mois d'été. Elles sont situées le long de la route panaméricaine, au nord se trouvent les stations balnéaires de Santa Rosa et Ancón; jusqu'aux années 1980, cette dernière était la plus exclusive de Lima et du Pérou. Aujourd'hui, bien qu'elle conserve sa beauté architecturale, elle est visitée par des personnes venant de tout le nord de Lima et du centre. Et au sud de la ville, les stations balnéaires de Punta Hermosa, Punta Negra, San Bartolo et Pucusana. De nombreux restaurants, boîtes de nuit, salons, bars, clubs et hôtels ont été ouverts dans ces endroits pour répondre aux besoins des baigneurs.
Le quartier de Cieneguilla, le quartier de Pachacámac et le quartier de Chosica constituent d'importantes attractions touristiques pour les habitants. En raison de son altitude (plus de 500 m), le soleil brille à Chosica pendant l'hiver. Les habitants de Lima s'y rendent souvent pour échapper au brouillard urbain.

## Éducation

### Universités
Lima est le principal centre culturel du Pérou et l'un des plus importants en Amérique du Sud. Plusieurs établissements de l'enseignement supérieur, qui sont concentrés à Lima, sont reconnus sur le plan international. La ville compte actuellement 46 universités. La première université du Pérou est l'université nationale de San Marcos, et la plus ancienne du continent américain.
Certaines universités publiques, sont : l'université nationale d'ingénierie (fondée en 1876), l'université nationale del Callao, l'université nationale Federico Villareal, l'université nationale agraire La Molina et l'université nationale d'éducation Enrique Guzmán y Valle (appelée aussi La Cantuta).
L'université catholique pontificale du Pérou, fondée en 1917, devient la première université privée du pays. Par ailleurs, il existe un grand nombre d'autres universités situées à Lima, telles que l'université Inca Garcilazo de la Vega (fondée en 1964), l'université ESAN, l'université de Piura, l'université du Pacifique, l'université de Lima, l'université péruvienne Cayetano Heredia, l'université péruvienne des sciences appliquées, l'université scientifique du Sud, l'université San Ignacio de Loyola et l'université Ricardo Palma, entre autres.

## Administration

### National

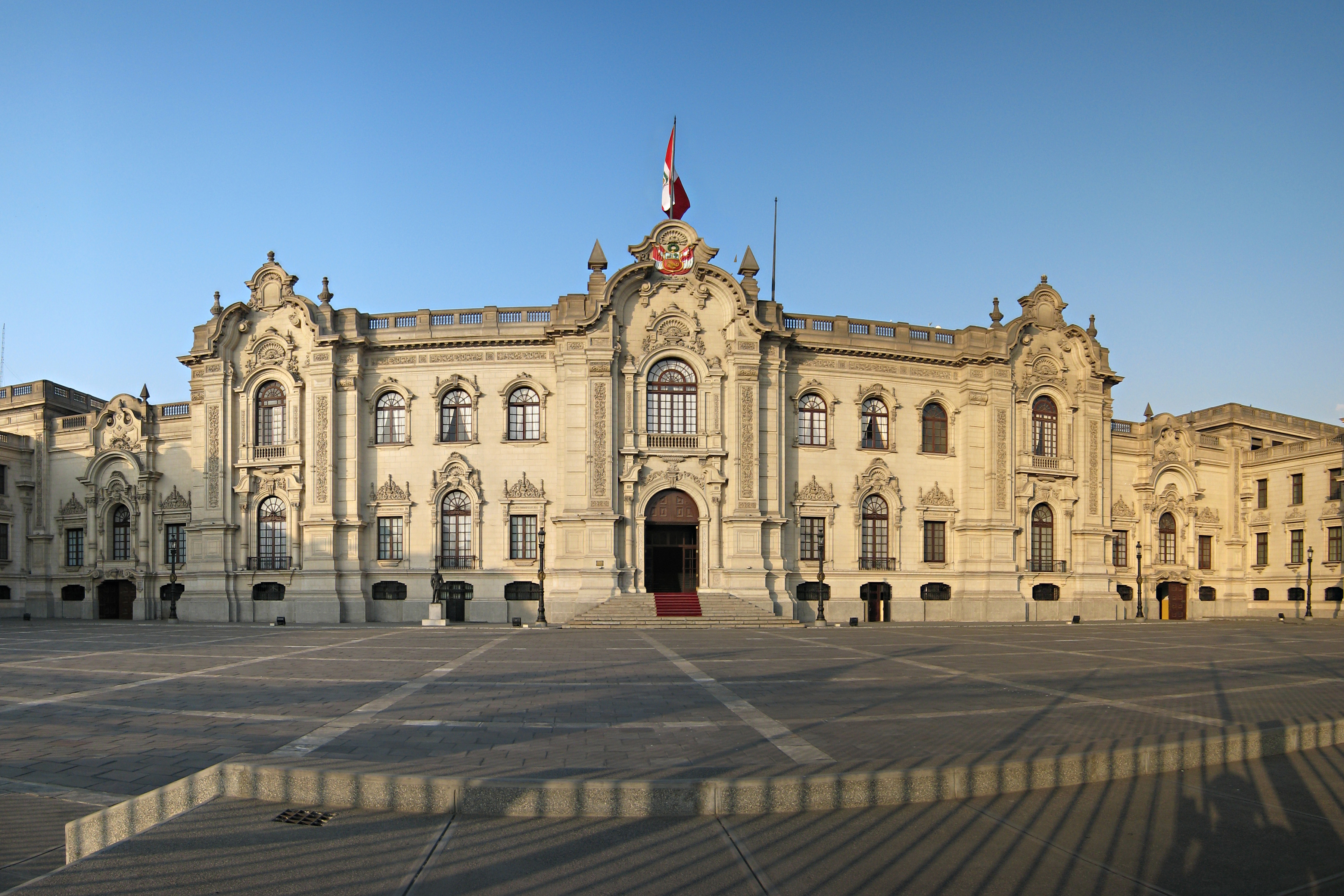
Palais du gouvernement du Pérou.

Lima est la capitale de la République du Pérou et de la province de Lima. En tant que telle, elle abrite les trois branches du gouvernement péruvien.
Le pouvoir exécutif a son siège au palais du gouvernement, situé sur la Plaza Mayor. Tous les ministères sont situés dans la ville.
Le pouvoir législatif a son siège dans le Palais législatif et abrite le Congrès de la République du Pérou.

Palais de justice de Lima.

La branche judiciaire a son siège au Palais de justice et abrite la Cour suprême du Pérou. Le Palais de justice de Lima est le siège de la Cour suprême de justice, la plus haute juridiction du Pérou, compétente pour l'ensemble du territoire péruvien.
Lima est le siège de deux des 28 cours supérieures de justice. La première et la plus ancienne Cour supérieure de Lima est la Cour supérieure de justice, qui appartient au district judiciaire de Lima. En raison de l'organisation judiciaire du Pérou, la plus grande concentration de tribunaux se trouve à Lima, bien que son district judiciaire ne soit compétent que pour 35 des 43 districts. Le tribunal supérieur du Cono Norte est le deuxième tribunal supérieur situé à Lima et fait partie du district judiciaire de Lima Nord. Ce district judiciaire est compétent pour les huit districts restants, tous situés dans le nord de Lima.

### Locale

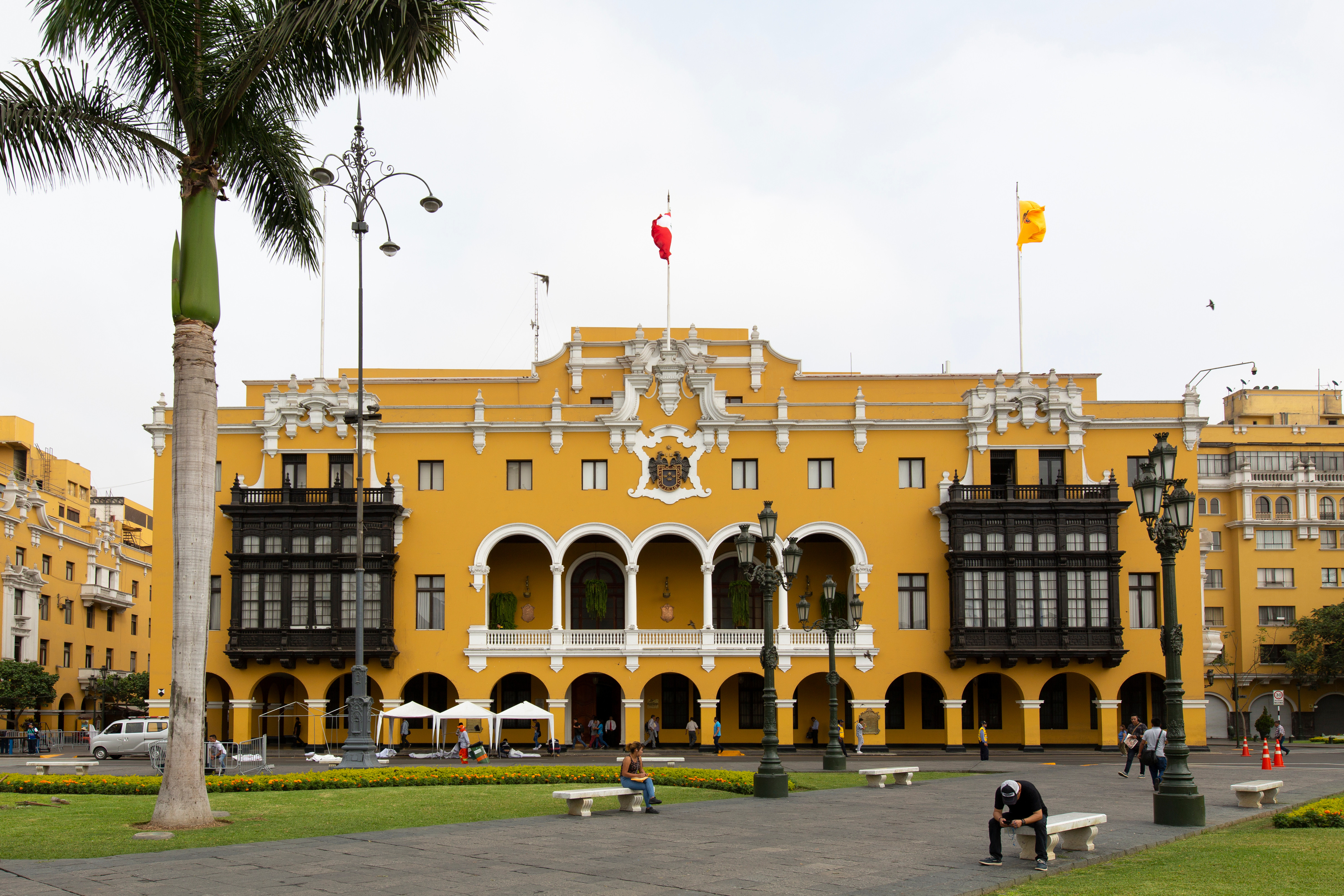
Palais municipal de Lima.

La ville est à peu près équivalente à la province de Lima, qui est subdivisée en 43 districts. La municipalité métropolitaine a autorité sur l'ensemble de la ville, tandis que chaque district dispose de son propre gouvernement local. Contrairement au reste du pays, la municipalité métropolitaine, bien qu'étant une municipalité provinciale, agit et a des fonctions similaires à celles d'un gouvernement régional, puisqu'elle n'appartient à aucune des 25 régions du Pérou. Chacun des 43 districts possède sa propre municipalité de district qui est responsable de son propre district et coordonne ses activités avec la municipalité métropolitaine.
L'organisation administrative de la ville est très particulière. Le maire de Lima est à la fois maire du district de Lima, le centre-ville, dont le code postal est Lima 1, et le maire des 41 autres districts de la ville. Sur le district du centre, il a tous les pouvoirs d'un maire, tandis que sur le territoire de la municipalité métropolitaine, il s'occupe principalement des grandes œuvres de voirie, de circulation et de transport. Les 41 autres maires sont responsables de la police municipale de leur district, du ramassage des ordures et de l'entretien de la voirie.

### Système politique
Contrairement au reste du pays, la municipalité métropolitaine a des fonctions de gouvernement régional et ne fait partie d'aucune région administrative, conformément à l'article 65. 27867 de la loi sur les gouvernements régionaux promulguée le 16 novembre 2002, 87 L'organisation politique précédente demeure en ce sens qu'un gouverneur est l'autorité politique pour le département et la ville. Les fonctions de cette autorité sont principalement policières et militaires. La même administration de la ville couvre l'autorité municipale locale.
Lima has been rocked by corruption scandals: former mayors Susana Villarán (2011-2014) and Luis Castaneda (2003-2010 and 2014-2018) were remanded in custody as part of the bribery scandal involving the Brazilian construction company Odebrecht. Jorge Muñoz (mayor from 2019 to 2022), was removed from office for illegally holding several offices and the related allowances.

### Organisations internationales
Lima abrite le siège de la Communauté andine des nations, une union douanière regroupant les pays sud-américains de la Bolivie, de la Colombie, de l'Équateur et du Pérou. Ainsi que d'autres organisations régionales et internationales.

## Transport

### Transport aérien

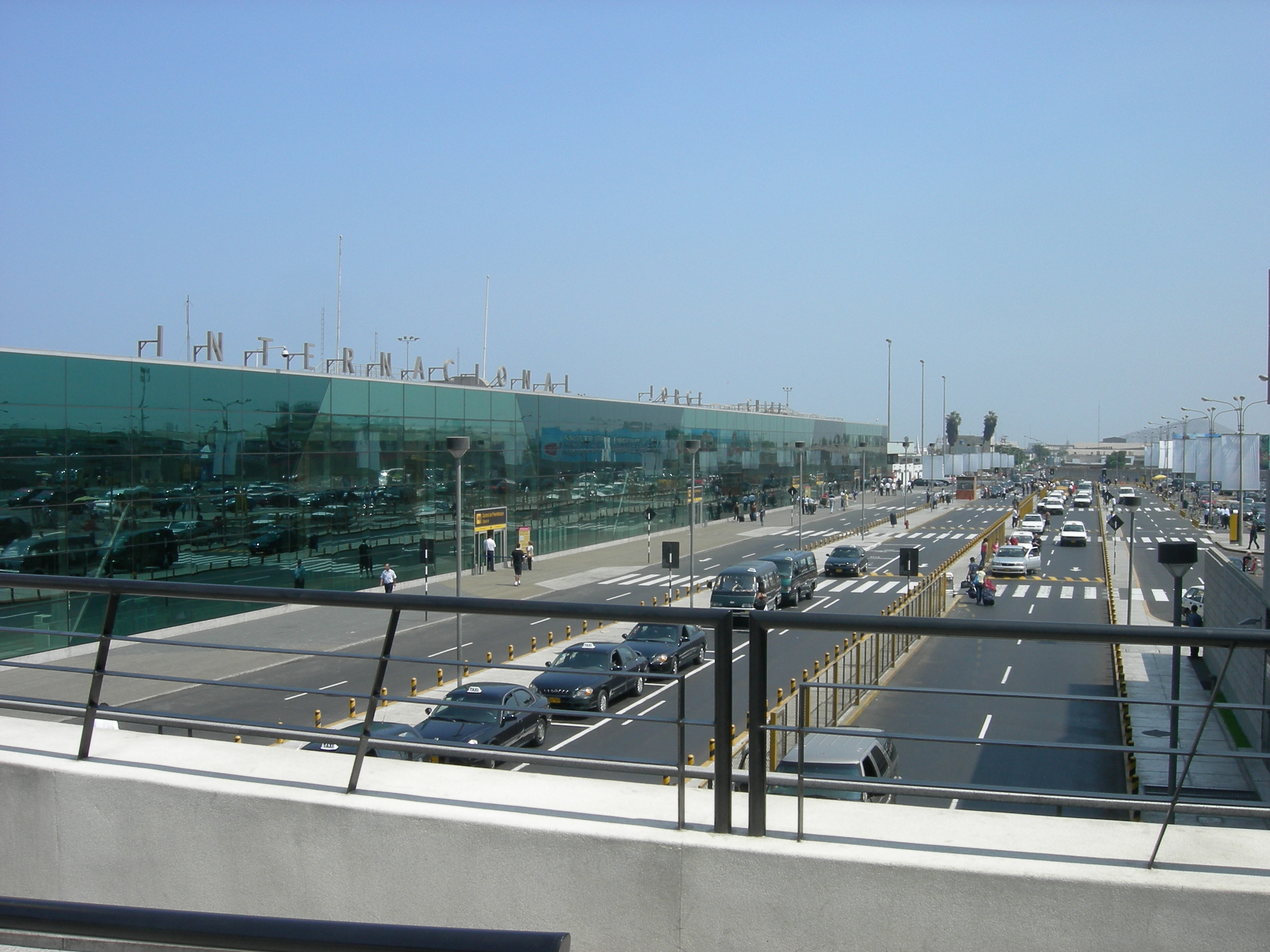
Aéroport international Jorge-Chávez.

À Lima se trouve l'aéroport international Jorge-Chávez, localisé à El Callao. C'est le terminal le plus important du pays dans lequel il y a beaucoup de trafic aérien national et international. En mouvement annuel de passagers c'est actuellement un des plus importants de l'Amérique latine et est le centre d'opérations (hub) de plusieurs lignes aériennes. Les élargissements et les retouches, qui s'effectuent dans son infrastructure (année 2008), prévoient l'extension de leurs services pour accueillir les 10 millions de passagers selon la société concessionnaire Lima Airport Partners. La cité de Lima possède aussi cinq autres aérodromes comme la Base Aérienne Las Palmas localisée dans le district de Santiago de Surco, d'utilisation exclusivement militaire ; l'Aéro-club de Collique, localisé dans le district de Comas, utilisé par l'aviation générale et pour l'instruction de pilotes d'aviation commerciale ; et autres voies d'atterrissage pour avions moindres dans les stations balnéaires de Saint María del Mer, San Bartolo et Chilca. Ils sont utilisés principalement pour les sports.

### Transport maritime
Concernant le fret maritime, le port d'El Callao concentre la plupart du transport maritime national. Actuellement[Quand ?], il mobilise plus d'un million de conteneurs à l'année, ce qui en fait le port accueillant le plus grand mouvement de chargement de la côte ouest de l'Amérique du Sud.
Pour ce qui est du transport maritime de passagers, les éventuels bateaux croisières peuvent s'ancrer dans le port d'El Callao à proximité de Lima.

### Transport ferroviaire

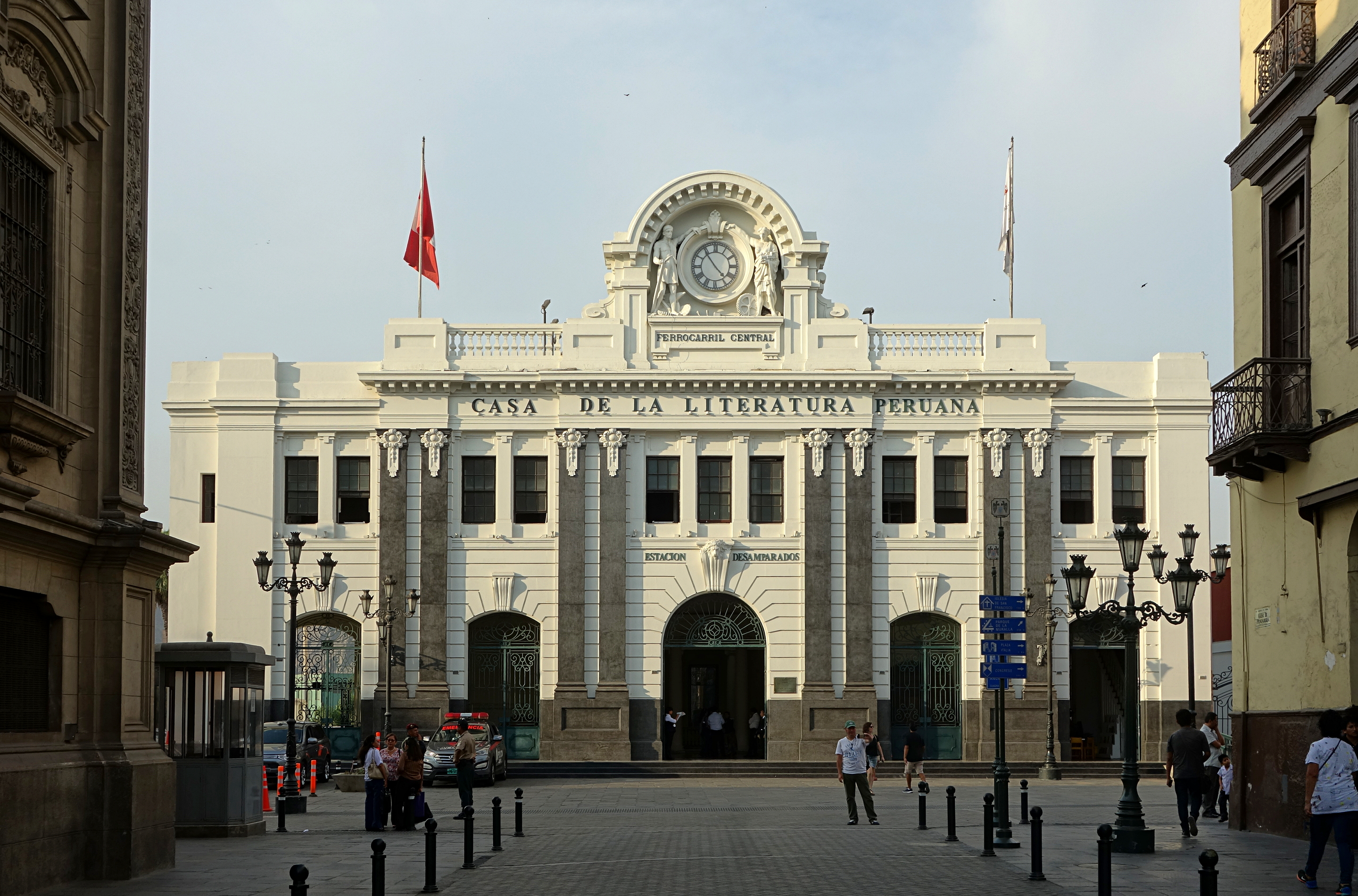
Gare « Desamparados ».

Ce chemin de fer ci fut la première ligne ferroviaire d'Amérique du Sud, appelée « Ferrovías Central » il est géré par le consortium « Ferrocarril central andino » ; conçu par l'ingénieur Ernest Malinowski il a été commencé en 1870 et terminé en 1908. C'est actuellement un train de passagers et de chargement. Il relie le port de Callao avec la ville de Lima puis traverse la montagne péruvienne, pour arriver d'abord à la ville minière de La Oroya, puis rejoindre Cerro de Pasco au nord et Huancayo au sud et ensuite continuer l'itinéraire jusqu'à la ville de Huancavelica.
Le voyage dans ce chemin de fer est toute une aventure, puisqu'après après avoir traversé le port de Callao au niveau de la mer, le train arrive à la gare « Desamparados » au centre de Lima. Il continue ensuite tout en montant jusqu'à une altitude de 4 818 m. De ce fait, il est considéré comme la deuxième ligne de chemin de fer la plus haute de la planète. Ensuite, l'itinéraire redescend vers les villes de la montagne péruvienne.
Vu son faible trafic ferroviaire (un trajet par mois environ), la gare Desemparados est principalement utilisée comme « Maison de la littérature péruvienne », notamment consacrée à l'œuvre de Mario Vargas Llosa et à des expositions artistiques temporaires.

### Transport routier
Les routes les plus utilisées actuellement à Lima sont celles qui vont vers les villes du nord et du sud du pays. Il y a une route pour arriver à l'Atlantique brésilien en utilisant d'abord la route « panamericana » et ensuite la récemment inaugurée « route interoceanica ». Par sa localisation dans le centre du littoral péruvien, Lima est le point de confluent des principales routes du pays.
La ville dispose d'une gare routière dans le nord de la ville, qui sert comme point de départ et d'arrivée des lignes d'autocars nationales et internationales. Cette gare est localisée près du centre commercial « Plaza Norte » qui compte avec des magasins commerciaux entre des restaurants, snacks, cafés, maison de fruits, confiserie, service d'internet Wi-Fi, pharmacie, loterie, boîtes automatiques, grade d'informations touristique, panneaux, librairies, articles régionaux, entre autres services. Il existe d'autres terminaux particuliers à chaque société de transport et aussi d'autres terminaux informels plus économiques mais dangereux comme « Fiori » à district de San Martín de Porres pour les itinéraires vers le nord du pays, « Yerbateros » dans le district de San Luis pour les itinéraires du centre et « Atocongo » au district de San Juan de Miraflores pour les itinéraires du sud.

### Transport urbain

#### Autobus

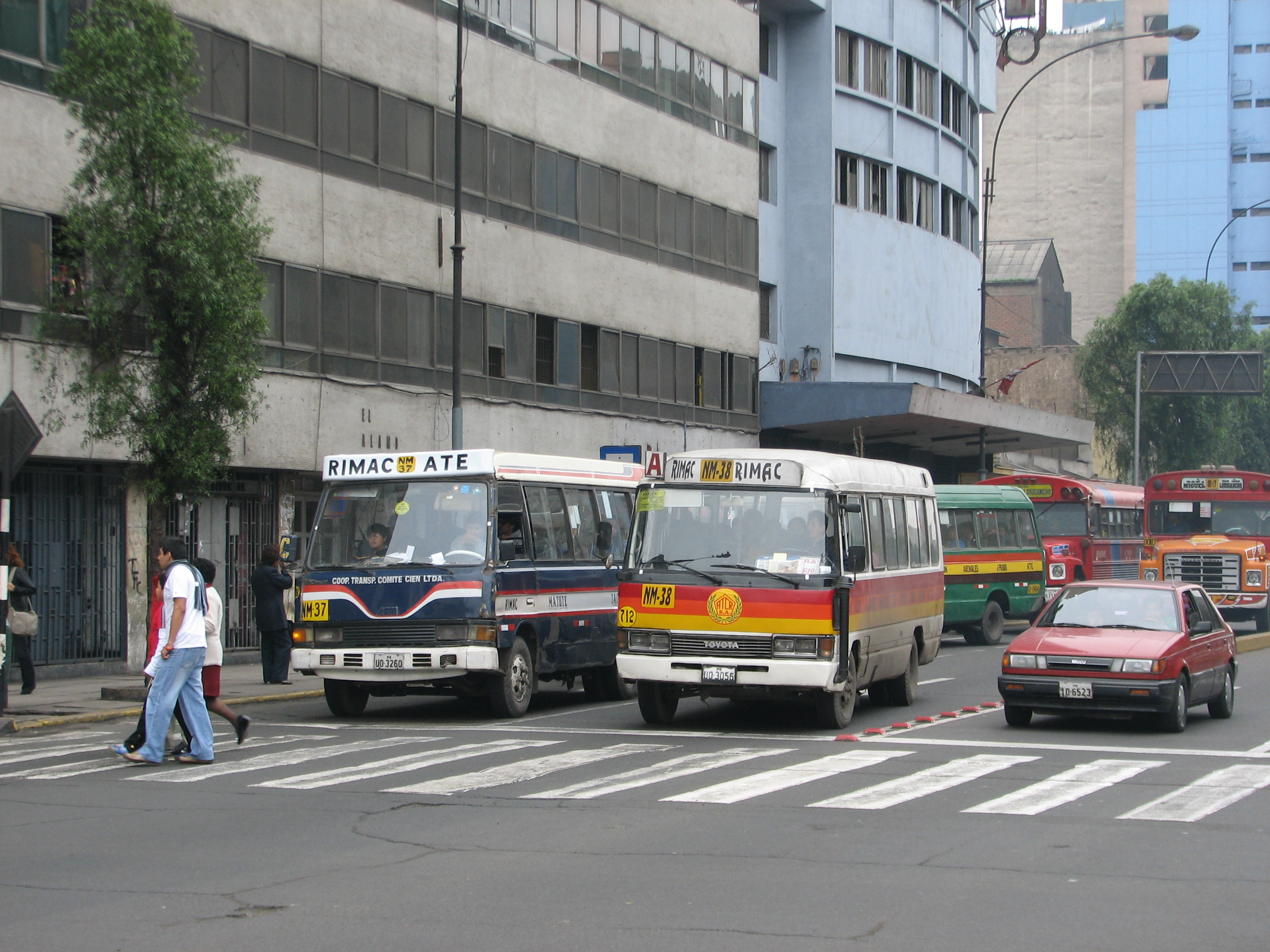
Les transports urbains.

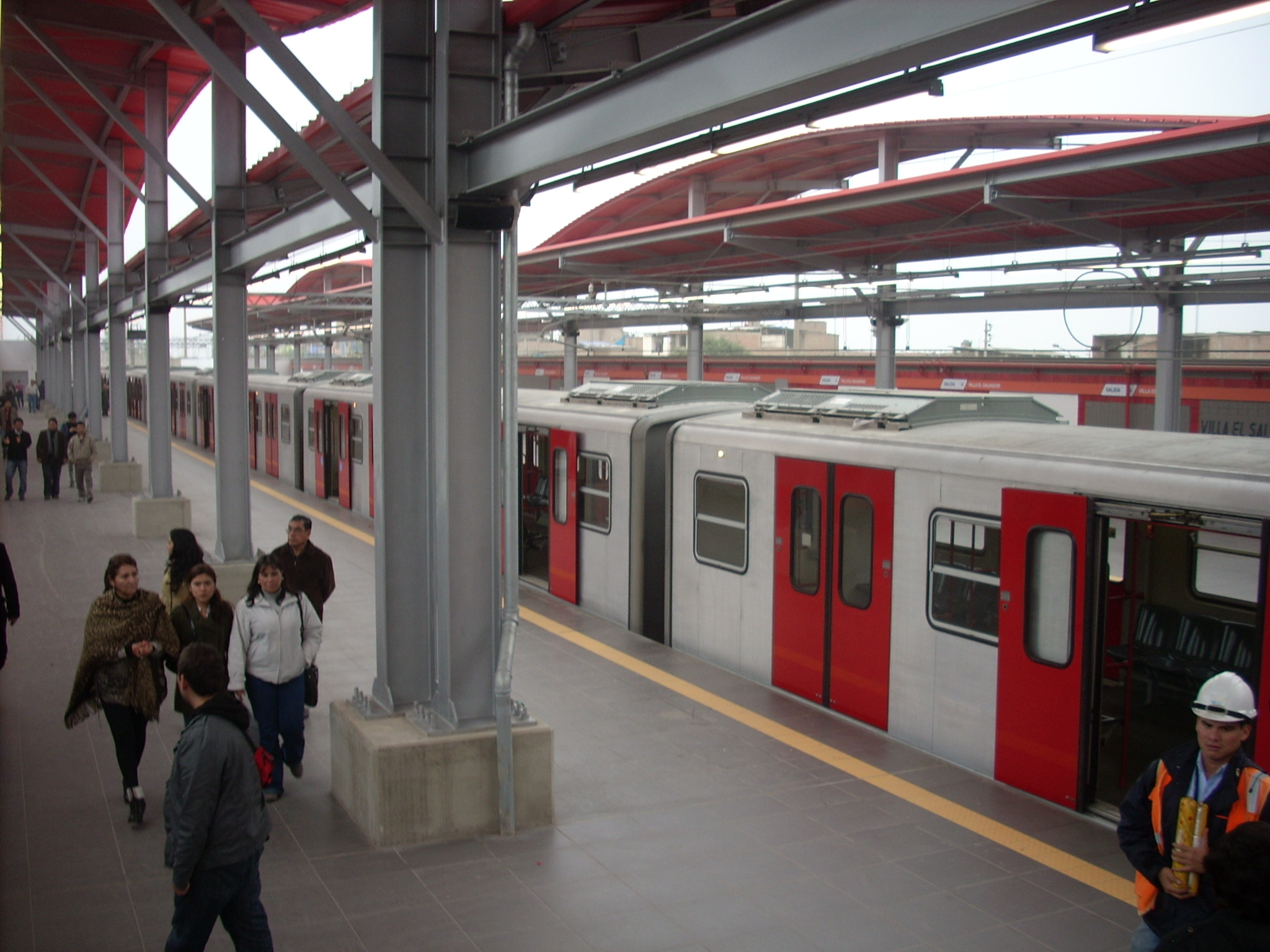
Rame de métro à la station Villa el Salvador.

Dans toute la ville existent plus de 400 itinéraires de transport urbain, qui sont offerts par autobus, minibus, coasters, « combis » et « mototaxis ». Ce système se caractérise par le manque de renouvellement des véhicules. Dans plusieurs cas, les services effectués sont informels et les itinéraires flexibles. Les camionnettes rurales telles que les « combis » et les « mototaxis » constituent le moyen de transport public typique pour les trajets courts, en particulier dans la périphérie de la ville, si bien que les itinéraires de quelques « combis » couvrent presque tout le secteur métropolitain. Cependant, le service est déficient par rapport aux normes de sécurité et de confort. De ce fait, la préfecture de la ville envisage le remplacement de ces véhicules par des autobus modernes et le renouvellement des itinéraires pour 2014.
En 2014, plus de 52 % des bus de Lima ont plus de 20 ans.

#### El Metropolitano
Le Système Métropolitain de Transport, connu comme « El Metropolitano (es) », est un système de transport urbain doté d'une voie en site propre et des gares d'autobus articulés, sur les principaux axes de la ville. Cette voie en site propre est longue de 26 km, sans compter les itinéraires effectués par les autobus de rabattement. Ce système est semblable au TransMilenio de Bogota.

#### Métro de Lima
Le métro de Lima devrait devenir, à terme, le principal système de transport lourd et rapide de Lima. Le système a cinq lignes de prévues, mais actuellement il n'existe qu'une seule ligne presque totalement aérienne, appelée Ligne 1. Elle couvre un total de 35 km en traversant les districts métropolitains de Villa El Salvador, Villa María del Triunfo, San Juan de Miraflores, Santiago de Surco, Surquillo, San Borja, San Luis, La Victoria, Cercado de Lima, et le district le plus peuplé de Lima (San Juan de Lurigancho).

## Lieux et monuments

### Monuments

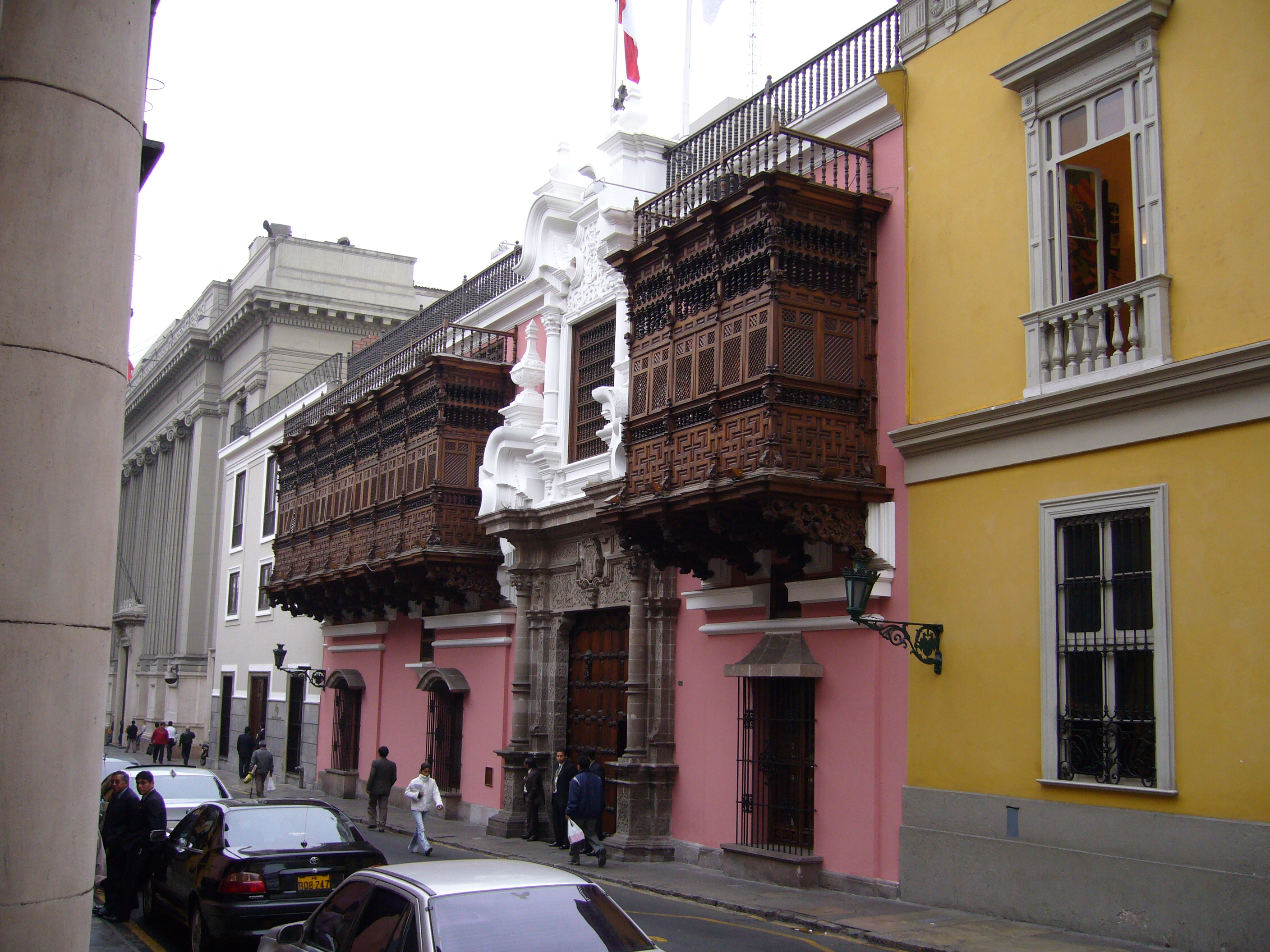
Les balcons étaient un élément architectural colonial courant dans le centre historique. Sur l'image, le palais Torre-Tagle achevé en 1735.

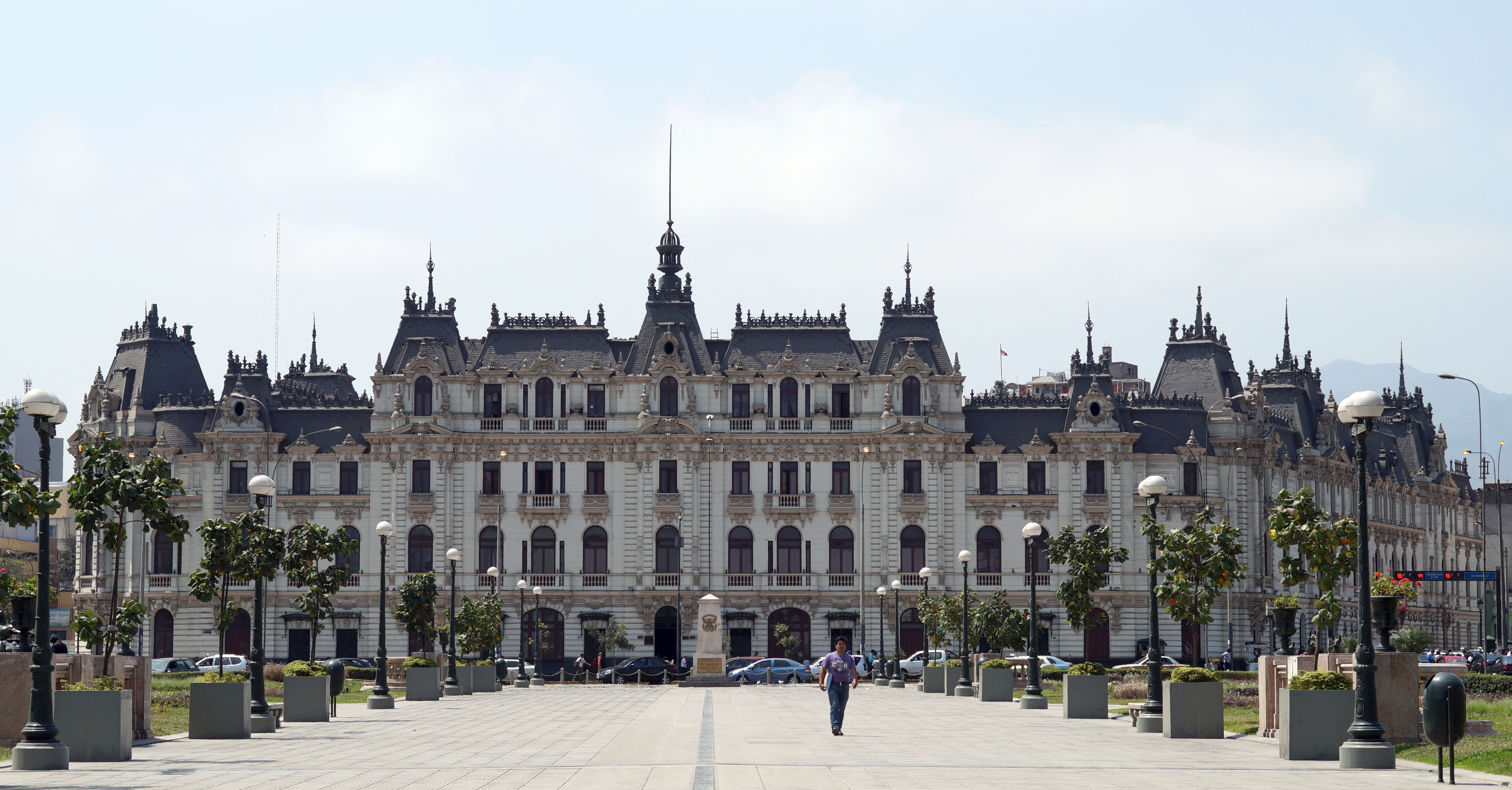
L'Edificio Rimac construit en 1919-1924.

Presque tous les monuments remarquables se trouvent dans le centre historique, y compris l'université nationale de San Marcos (1551) qui est la plus ancienne d'Amérique. Dans le centre-ville, appelé aussi le Cercado en référence aux murailles qui entouraient la ville au XVIIIe siècle, on trouve par exemple le palais Torre-Tagle, actuel siège du ministère des Affaires étrangères péruvien, et l'un des meilleurs exemples de l'architecture vice-royale de Lima, largement inspirée par l'Andalousie, et d'autres grandes demeures seigneuriales, comme la Maison Riva-Agüero, la maison Prado ou la maison de Negreiros.
La cathédrale de Lima, construite au XVIIe siècle et siège de l'archidiocèse de Lima, est l'un des plus beaux exemples du baroque colonial à l'échelle continentale. Elle contient le mausolée du conquistador Francisco Pizarro. Outre ces exemples d'architecture coloniale, le centre historique de Lima, classé patrimoine mondial par l'UNESCO en 1991, est une concentration des styles architecturaux qui ont marqué l'Amérique latine, avec des bâtiments néo-classiques d'inspiration française, comme le théâtre municipal de Lima, la place San Martin ou l'immeuble Rimac, des bâtiments Art nouveau, comme l'immeuble Courret, quelques ensembles Art déco, surtout autour du Jirón de la Unión, la voie piétonne qui lie les deux places principales du centre-ville, la place d'Armes et la place San Martin.
Au-delà de ce que furent les anciennes murailles de la ville, les quartiers de l'expansion urbaine de la fin du XIXe siècle décèlent des avenues de grandes maisons bourgeoises néo-classiques, comme le Paseo Colon, et de grands parcs comme le parc de l'Exposition, ou le parc de la Reserva qui étaient les lieux de promenade préférés au début du XXe siècle.
En dehors du centre-ville, El Olivar, un jardin d'oliviers plantés au XVIe siècle, à San Isidro, le front de mer de Miraflores ou le centre de Barranco, et ses maisons du début du siècle, sont tout aussi dignes d'intérêt.

### Musées
Fondé en 1926, le musée Larco présente, sur un critère chronologique et géographique, d'impressionnantes galeries d'exposition qui enseignent le panorama exceptionnel des 3 000 ans du développement de l'histoire de l'ancien Pérou précolombien. Il a été rénové en 2009, offrant ainsi une visite plus thématique. Entouré d'élégants jardins (qui remportent en 2009 le prix du plus beau jardin de Lima) et doté d'un café-restaurant proposant de délicieuses spécialités péruviennes, le musée est installé dans un ancien manoir de style « virreinal » datant du XVIIIe siècle, qui fut lui-même construit sur une pyramide précolombienne du VIIe siècle de notre ère. Bien que généralement plus connu pour sa collection Mochica, le musée nous renseigne sur de nombreuses autres civilisations précolombiennes. On y admire la plus fine collection de pièces en or et argent de l'ancien Pérou, des bijoux, des textiles, coupes et céramiques d'une richesse incomparable. La célèbre et délicate collection d'art érotique est devenue une des attractions touristiques les plus visitées et appréciées au Pérou. Le musée Larco est l'un des rares musées internationaux où le public peut accéder et flâner dans son dépôt pour apprécier les 45 000 objets archéologiques, soigneusement ordonnés et classés, laissant ainsi un souvenir et une expérience inoubliable aux visiteurs. Les œuvres d'art du musée Larco ont été présentées dans les plus prestigieux musées du monde et sont considérées, au niveau mondial, comme les icônes de l'art précolombien.
Un autre musée important est le Musée de l'or du Pérou et des armes du monde qui expose une collection de pièces d'orfèvrerie, de tissus et de céramiques des cultures précolombiennes. Les huit salles montrent le développement de l'orfèvrerie pré-inca. Une autre partie du musée expose la collection de 20 000 armes de son fondateur Miguel Mujica Gallo.
Le Musée de la Banque Centrale de Réserve du Pérou (Mucen) est un musée d'archéologie et d'histoire du Pérou qui propose aussi d'importantes collections de pièces des cultures précolombiennes, auxquelles s'ajoutent sa pinacothèque très fournie (œuvres péruviennes des XIXe au XXIe siècle) et une salle de numismatique.
Le Musée national d'archéologie, d'anthropologie et d'histoire du Pérou est le musée le plus ancien du Pérou : il a ouvert en 1822.
L'hôpital Santo Toribio de Mogrovejo conserve une collection de près de 3 000 cerveaux de patients décédés de lésions cérébrales ou de maladies du système nerveux ; le musée de l'hôpital, où 290 de ces cerveaux sont exposés, reçoit annuellement 20 000 visiteurs.
Lima et sa banlieue comportent une soixantaine de musées.

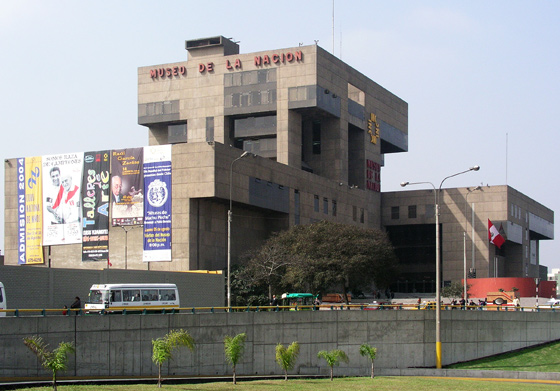
Le Museo de la Nación abrite des milliers d'objets couvrant toute l'histoire de l'occupation humaine au Pérou.
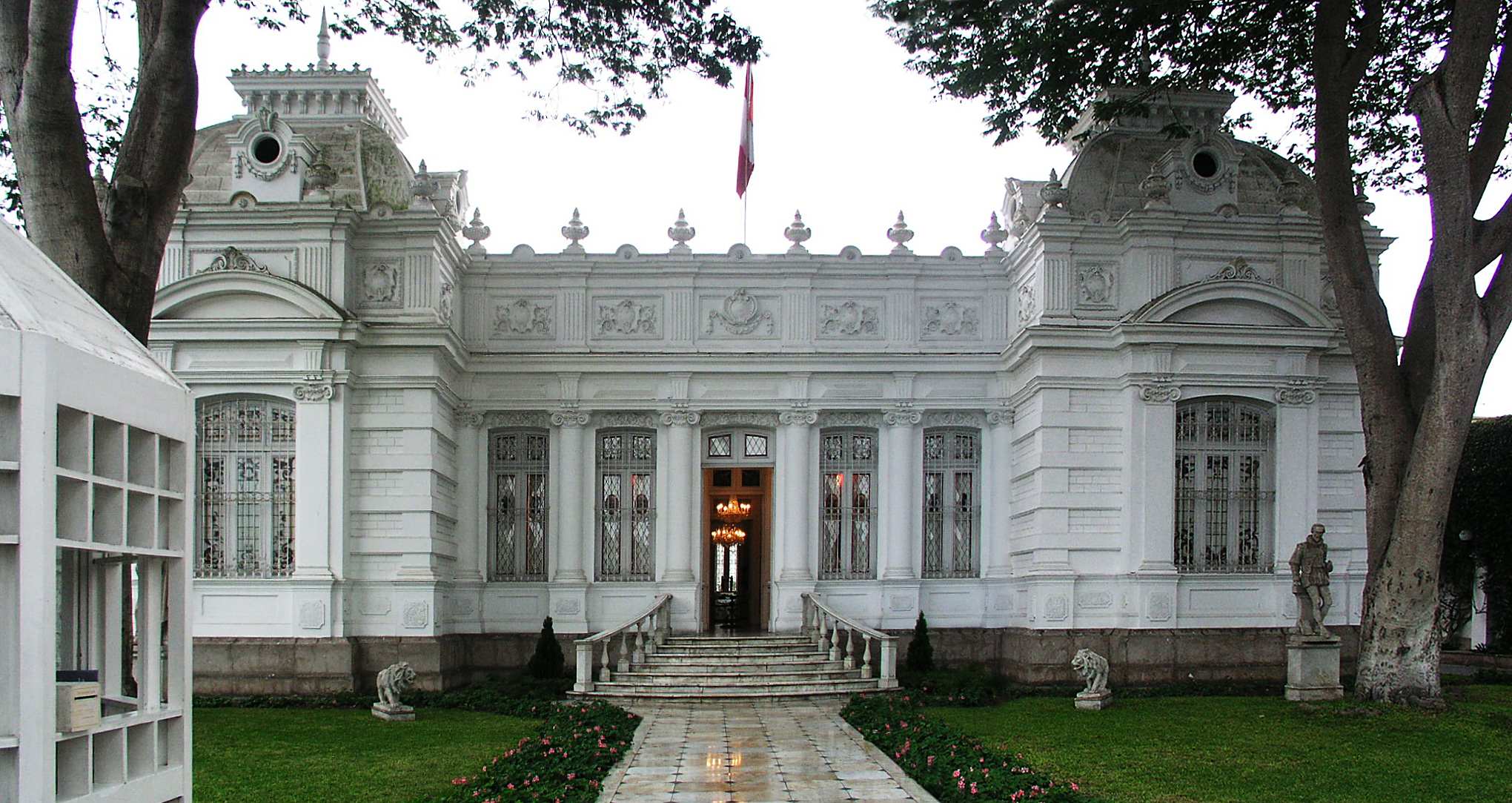
Le Museo Pedro de Osma abrite des objets artistiques datant du XVIe au XVIIIe siècle, notamment des peintures, des sculptures, des retables, de l'argenterie, des sculptures en pierre de Huamanga, des meubles et d'autres objets provenant de régions ayant une ancienne tradition artistique andine.
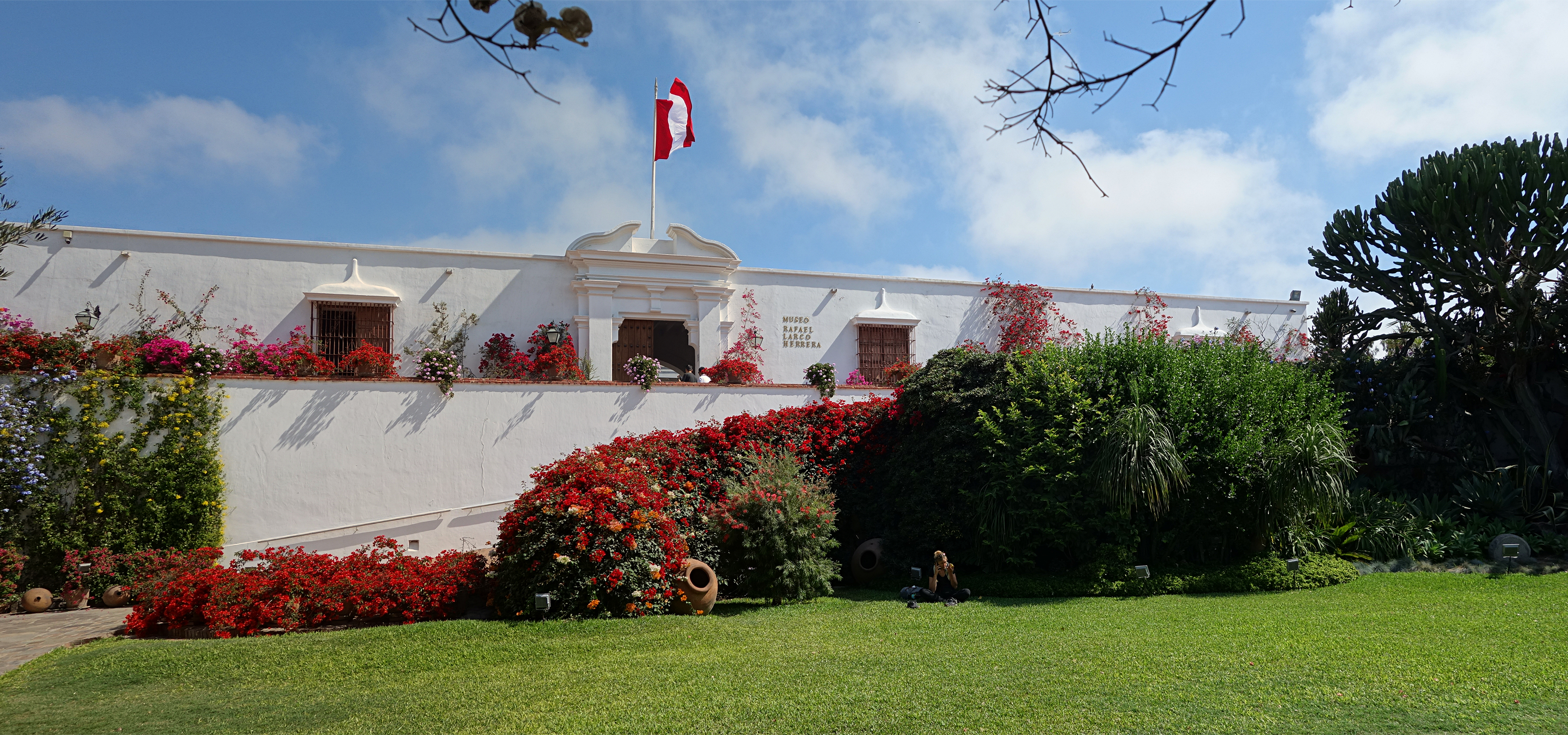
Le musée Larco est un musée privé d'art précolombien qui se trouve dans un bâtiment vice-royal du XVIIIe siècle construit sur une pyramide précolombienne du VIIe siècle.
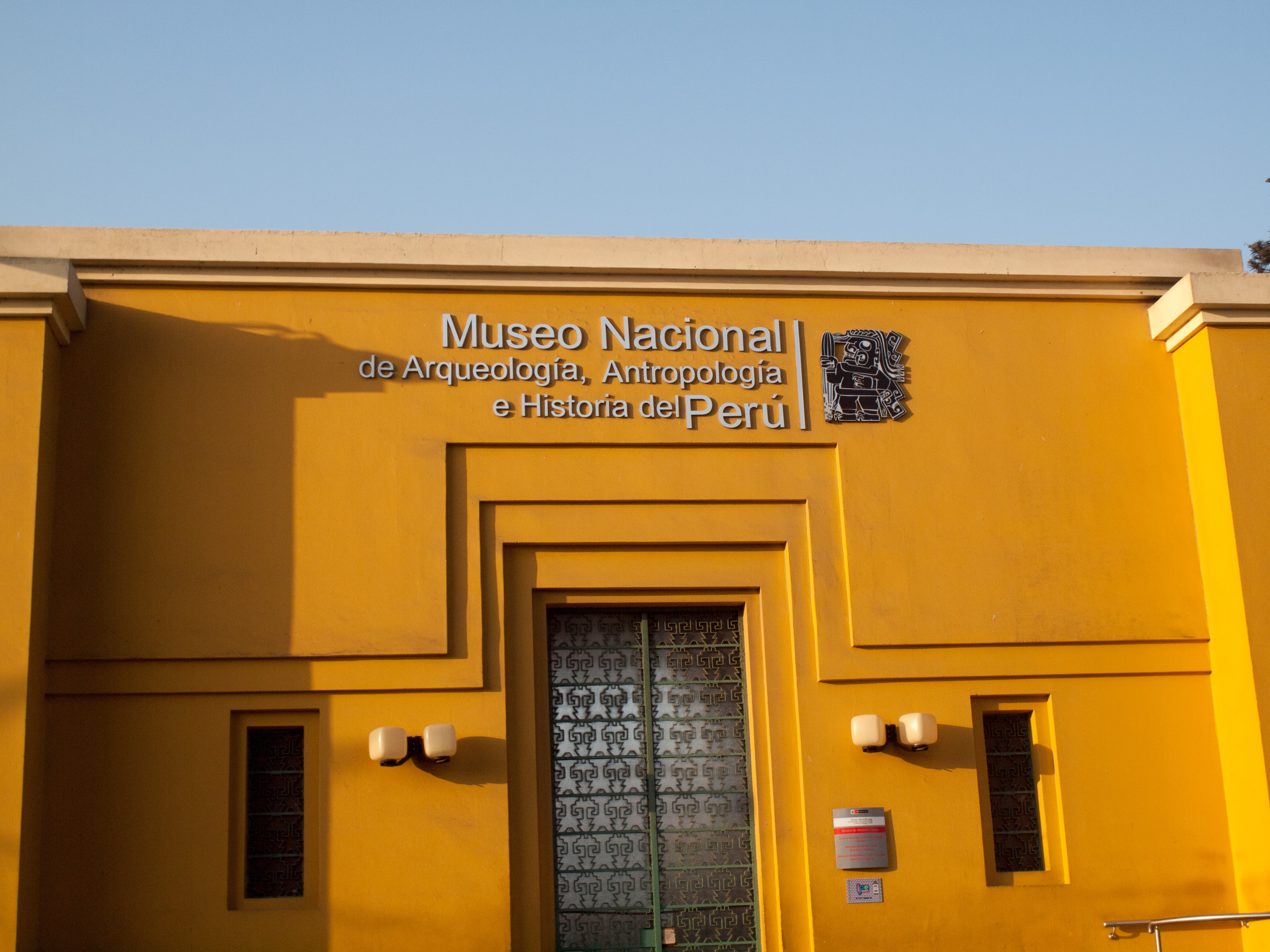
Le Musée national d'archéologie, d'anthropologie et d'histoire du Pérou est le plus grand et le plus ancien musée du Pérou.

## Religion

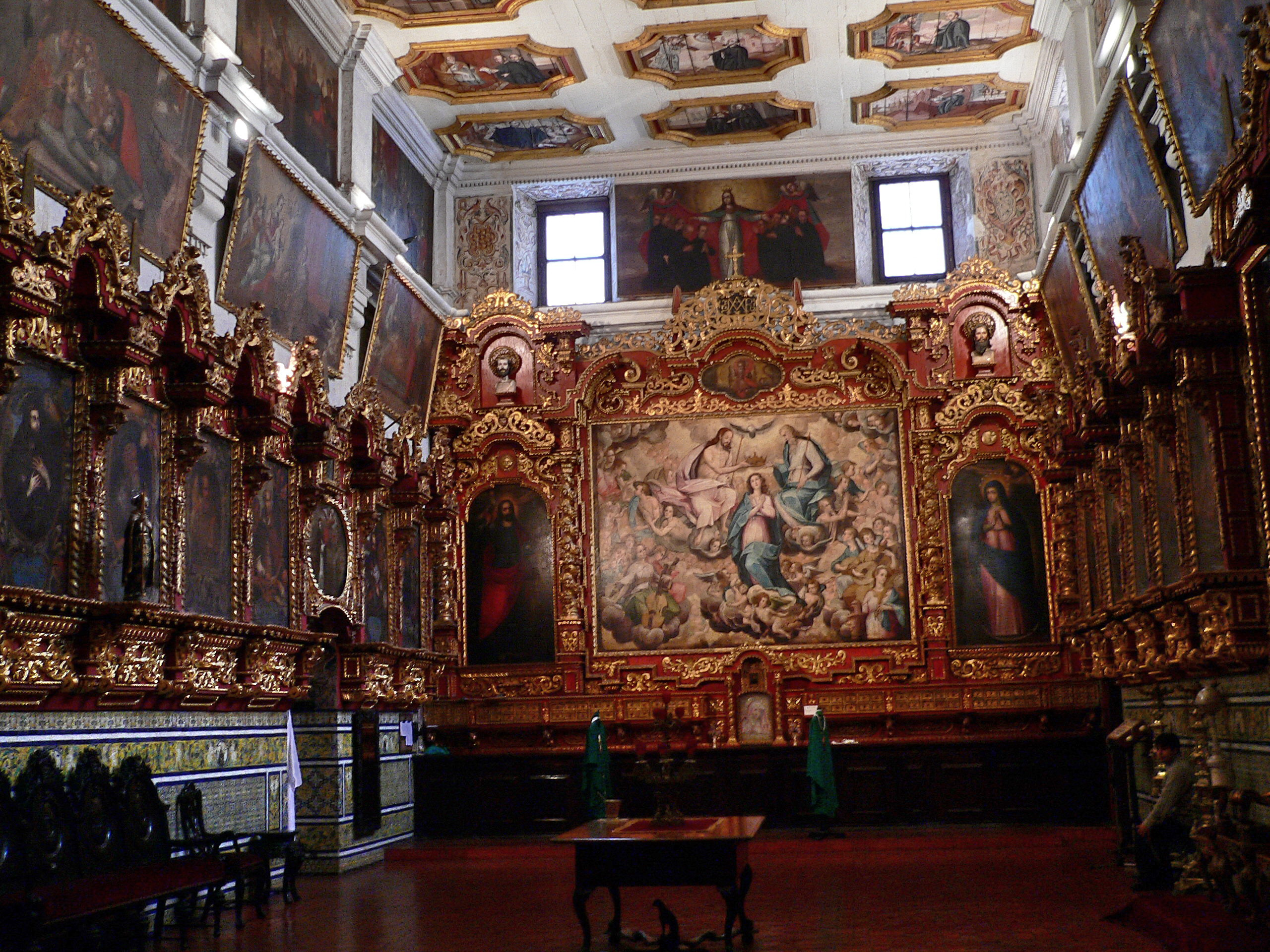
Sacristie de la coloniale basilique Saint-Pierre de Lima, la peinture de Bernardo Bitti en arrière-plan.

L'arrivée des conquistadors espagnols au Pérou a signifié l'introduction de la religion catholique dans cette région peuplée d'aborigènes de diverses ethnies, adeptes de religions animistes et polythéistes,,, ce qui a donné lieu à un syncrétisme religieux. Grâce à un long processus d'endoctrinement et de pratiques parmi les colons précolombiens, les frères espagnols ont fait de la foi leur tâche la plus importante. La ville de Lima, capitale de la vice-royauté du Pérou, est devenue au XVIIe siècle une ville de vie monastique où vivaient des saints tels que Rose de Lima (patronne des catholiques de Lima, de la police nationale du Pérou, de la République du Pérou, du continent américain et des Philippines) et Martín de Porres.
La capitale péruvienne est le siège de l'archidiocèse de Lima, créé en 1541 en tant que diocèse et en 1547 en tant qu'archidiocèse, l'une des plus anciennes provinces ecclésiastiques des Amériques. Actuellement, l'archidiocèse de Lima est dirigé par le cardinal Juan Luis Cipriani. La ville compte aussi deux mosquées de la religion musulmane, trois synagogues de la religion juive, un temple de l'Église de Jésus-Christ des saints des derniers jours situé à La Molina, une église de la religion orthodoxe orientale située dans le quartier de Pueblo Libre, cinq temples bouddhistes et six salles de prière de l'Église de Dieu Ministérielle de Jésus-Christ Internationale.
Selon le recensement péruvien de 2007, 82,83 % des habitants de Lima âgés de plus de douze ans se sont déclarés catholiques, tandis que 10,90 % professent la religion évangélique, 3,15 % appartiennent à d'autres religions et 3,13 % ne précisent aucune appartenance religieuse. L'une des manifestations religieuses catholiques les plus importantes dans la capitale est la procession du Seigneur des Miracles, dont l'image datant de l'époque coloniale sort en procession dans les rues de la ville au mois d'octobre de chaque année. Le Seigneur des Miracles a été nommé Patron de la ville par le Cabildo de Lima en 1715 et Patron du Pérou en 2010.

## Personnalités

### Personnalités politiques et figures historiques
- Fernando Belaúnde Terry, président du Pérou de 1963 à 1968 et 1980 à 1985.
- Francisco Bolognesi, Grand maréchal du Pérou.
- Javier Pérez de Cuéllar, homme politique, secrétaire général de l'Organisation des Nations unies (1982-1991).
- Manuel Prado Ugarteche, président du Pérou de 1939 à 1945 et 1956 à 1962.
- Ricardo Pérez Godoy, chef d'une junte militaire de 1962 à 1963.
- Alan García, président du Pérou de 1985 à 1990 et de 2006 à 2011.
- César A. Elguera, homme diplomate et politique né à Lima.
- Elizabeth Hinostroza, médecin et femme politique, née à Lima.
- Luis Peirano, ministre de la culture, metteur en scène, journaliste.
- Silvia Pessah, ministre de la santé, née à Lima.
- Cesáreo Chacaltana Reyes, homme politique né à Lima.
- Francisco Sagasti, homme d'État péruvien.
- Luis Galarreta, homme politique péruvien né à Lima.

### Personnalités religieuses
- Martin de Porrès (1579-1639) saint dominicain.
- Pierre Urraca de la Sainte Trinité (1583-1657) mercédaire reconnu vénérable.
- Jean Macias (1585-1645) saint dominicain.
- Rose de Lima (1586-1617), sainte et mystique dominicaine.
- Francisco del Castillo, prêtre jésuite, considéré comme 'l’apôtre de Lima'.
- Juan Luis Cipriani Thorne, archevêque de Lima et cardinal de l'Église catholique.
- Augusto Vargas Alzamora, archevêque de Lima et cardinal de l'Église catholique.
- Gustavo Gutiérrez, prêtre dominicain, cofondateur de la Théologie de la libération.
- Salvador Piñeiro Garcia Calderon, (né en 1949), archevêque d'Ayacucho.
- Teresa de la Cruz Candamo, religieuse, fondatrice de l'ordre des Chanoinesses de la Croix, vénérable.
- Carlos Castillo Mattasoglio, archevêque de Lima et cardinal de l'Église catholique.

### Gens de lettres
- Alfredo Bryce Echenique, écrivain
- Julio Ramón Ribeyro, écrivain
- Isabel Sabogal, écrivaine et traductrice
- Manuel Scorza, romancier et poète
- Fernando Iwasaki Cauti, écrivain et historien
- Diego Valverde Villena, poète
- María Wiesse, écrivaine

### Artistes
- José Bernardo Alcedo, compositeur de l'hymne national
- Luz María Bedoya, artiste plasticienne
- Celso Garrido Lecca, compositeur
- Pozzi Escot, compositrice
- Luigi Alva (né le 10 avril 1927), chanteur d'opéra (ténor)
- Juan Diego Flórez, chanteur d'opéra
- Raoul de Verneuil, compositeur et chef d'orchestre
- Claudia Llosa, réalisatrice de films et scénariste
- Fernando Fernán Gómez, acteur et metteur en scène espagnol
- Karina Jordán (née en 1985), actrice
- Nathalie Kelley (née en 1985), actrice australo-péruvienne
- Ursula Pizarro (née en 1990), réalisatrice, productrice et scénariste de cinéma

### Autres
- Juan de Hevia Bolaños (1570-1623), juriste espagnol.
- Diego Maroto, principal architecte de Lima dans la seconde moitié du XVIIe siècle.
- Pedro Peralta y Barnuevo (1663 ou 1664-1743), polymathe.
- Trinidad María Enríquez (1846-1891), activiste des droits des femmes.
- Rebeca Carrión Cachot (1907-), archéologue, historienne et professeure.
- Harald Helfgott (1977-), mathématicien.
- Paolo Guerrero (1984-), joueur de football.
- Diego Elías (1996-), joueur de squash no 1 mondial et champion du monde.

## Jumelages
| Ville | Ville          | Pays | Pays                         | Période                   |
| ----- | -------------- | ---- | ---------------------------- | ------------------------- |
|       | Akhisar        |      | Turquie                      |                           |
|       | Austin         |      | États-Unis                   |                           |
|       | Bordeaux       |      | France                       | depuis 1956               |
|       | Brasilia       |      | Brésil                       |                           |
|       | Buenos Aires   |      | Argentine                    |                           |
|       | Cleveland      |      | États-Unis                   |                           |
|       | Kiev,          |      | Ukraine                      | depuis le 25 février 2010 |
|       | Madrid         |      | Espagne                      |                           |
|       | Manille        |      | Philippines                  |                           |
|       | Mexico         |      | Mexique                      |                           |
|       | Miami          |      | États-Unis                   |                           |
|       | Pescara        |      | Italie                       |                           |
|       | Pékin          |      | Chine                        |                           |
|       | Saint-Domingue |      | République dominicaine       |                           |
|       | San José       |      | Costa Rica                   |                           |
|       | São Paulo,     |      | Brésil                       |                           |
|       | Taipei         |      | République de Chine (Taïwan) | depuis 2020               |
|       | Tbilissi       |      | Géorgie                      | depuis 2018               |
|       | Tegucigalpa    |      | Honduras                     |                           |
|       | Trujillo       |      | Pérou                        |                           |